# Регуляторы округа Линкольн
«Регуляторы округа Линкольн» (англ. Lincoln County Regulators) — окружной отряд округа Линкольн (Территория Нью-Мексико, США), сформированный в 1878 году мировым судьёй Джоном Уилсоном с целью ареста убийц английского предпринимателя Джона Генри Танстелла. Принимал активное участие в Войне в округе Линкольн, самом кровавом гражданском конфликте на Диком Западе. После разгрома «Регуляторов» в Пятидневной битве часть членов окружного отряда сформировала костяк банды Билли Кида, действовавшей на территории округа Линкольн до 1881 года. История деятельности «Регуляторов» со временем была героизирована, обросла легендами и стала предметом большого количества художественных и документальных произведений.

## Предпосылки создания
В ноябре 1876 года англичанин Джон Танстелл прибыл в округ Линкольн, Нью-Мексико, с целью начать новый бизнес при поддержке молодого юриста Александра Максуина и влиятельного скотовода Джона Чизума. К тому времени округ политически и экономически контролировался Лоренсом Мёрфи и Джеймсом Доланом, владевшими там единственным магазином и занимавшимися скупкой краденого скота и махинациями с земельными участками. Их бизнес процветал благодаря отсутствию конкуренции и поддержке клики коррумпированных чиновников Республиканской партии США, известной как Кольцо Санта-Фе. Танстелл, используя Закон о пустынных землях (Desert Land Act), планировал заявить права на как можно большее количество участков с источниками пресной воды, тем самым получив контроль над всеми пастбищами в округе, а также открыть универсальный магазин и банк, составив тем самым конкуренцию компании LG Murphy & Co, принадлежавшей Мёрфи и Долану. Известно, что в письме к своему отцу Танстелл заявил, что собирается получать «половину с каждого доллара, заработанного в округе».
Александр Максуин помог ему приобрести скотоводческое ранчо, расположенное на Рио Феликс, примерно в 50 милях к югу от города Линкольн. После этого Танстелл открыл магазин в Линкольне, расположив его прямо напротив магазина Джеймса Долана. Долан вызвал его на дуэль, однако Танстелл отказался от поединка. Тогда Мёрфи и Долан попытались выдавить его из бизнеса с помощью угроз и насилия. Танстелл, опасаясь нападения конкурентов, нанял для охраны своего скота людей, в число которых входил и Уильям Генри Маккарти, более известный как Билли Кид. LG Murphy & Co. наняла в качестве боевиков банду Джесси Эванса и отряд ранчеров, известный как «Воины семи рек», приказав им нападать на стада и пастбища Танстелла. Кроме того, Джеймс Долан смог подкупить представителей закона, в частности, шерифа Уильяма Брейди. Фракции были разделены по этническому и религиозному признаку: люди Мёрфи были в основном католиками-ирландцами, а Танстелл и его союзники — английскими протестантами.
Главным поводом, приведшим к началу Войны в округе Линкольн, были разногласия по поводу выплаты страхового полиса Эмиля Фрица. Эмиль Фриц был партнером компании LG Murphy & Co. Когда он умер в 1874 году, распорядители имущества наняли Александра Максуина для получения его страховой выплаты (около 8 000 долларов США). Однако Максуин после получения денег по полису отказался передать их душеприказчику, потому что LG Murphy & Co заявила, что деньги причитаются ей в качестве долга, а Максуин подозревал, что душеприказчик передаст деньги компании. Максуин также знал, насколько сильно Мёрфи и Долан нуждались в наличных деньгах, и, как конкурент, вероятно, не хотел, чтобы деньги доставались им, независимо от того, было ли их требование законным или нет. В феврале 1878 года в ходе судебного дела, которое в конечном итоге было прекращено, Долан получил постановление суда об обеспечительном аресте всех активов Максуина, но якобы по ошибке внёс туда же все активы Танстелла (общая оценка составляла около 40 000 долларов США). Шериф Брейди сформировал большой отряд (около 45 человек), состоявший в основном из людей Джесси Эванса и «Воинов семи рек», чтобы захватить активы Танстелла на его ранчо.
Рано утром 18 февраля Танстелл выехал с территории ранчо с основными из своих ковбоев, для того чтобы перегнать девять лошадей в Линкольн. Первоначально с ним отправились шесть человек, но погонщики разделились ввиду дорожных обстоятельств, и Танстелл остался лишь с четырьмя охранниками. Одним из охранников был Роберт А. Виденманн, заместитель маршала США на Территории Нью-Мексико, друг и доверенное лицо Джона Танстелла; трое других: Билли Кид, Дик Брюэр и Джон Миддлтон. Одновременно с этим отряд, посланный Брейди, вторгся на территорию Танстелла. Однако, не найдя Танстелла на ранчо, группа людей Эванса (18 человек, включая самого Джесси), возглавляемая Биллом Мортоном, отправилась по следу и настигла Танстелла, Виденманна, Брюэра, Кида и Миддлтона около 17:30. Виденманн утверждал, что к тому моменту он и другие охранники, находясь в сильном отдалении от Танстелла, были обстреляны людьми Эванса, поэтому не смогли предотвратить убийство. В ходе завязавшейся перестрелки Билл Мортон выстрелил Танстеллу в грудь, сбив его на землю. Том Хилл, другой член отряда Брейди, прикончил Танстелла выстрелом в голову. Это убийство в итоге вызвало вооружённый конфликт между двумя фракциями, который вошёл в историю, как Война в округе Линкольн.
После убийства Танстелла Билли Кид и Дик Брюэр дали показания под присягой перед мировым судьей Джоном Уилсоном, назвав Джеймса Долана, Джесси Эванса и ещё 16 человек ответственными за это преступление. Уилсон выписал ордера на арест виновных. 20 февраля констебль Мартинес вместе с Билли Кидом и Фредом Уэйтом отправились к Долану, но находившийся там шериф Брейди отказался выдать убийц, более того, он арестовал Мартинеса, Кида и Уэйта. Мартинеса он отпустил через пару часов. Уэйт и Кид были освобождены спустя двое суток (их освобождение произошло благодаря вмешательству Виденманна). После этого ковбои Танстелла по совету Максуина, уже не надеясь на помощь шерифа, объединились в окружной отряд «Регуляторы», для того чтобы отомстить убийцам. Основными бойцами отряда были Дик Брюэр, Билли Кид, Док Скарлок, Чарли Боудри, Хосе Чавес-и-Чавес, «Грязный Стив» Стивенс, Джон Миддлтон, Фрэнк Макнаб, Генри Ньютон Браун, Том О’Фолльярд и двоюродные братья Джордж и Фрэнк Коу. Юридически группа была создана как помощники мирового судьи Уилсона. Отряд, на правах самого опытного, возглавил Дик Брюэр (на тот момент он занимал должность городского констебля Линкольна).

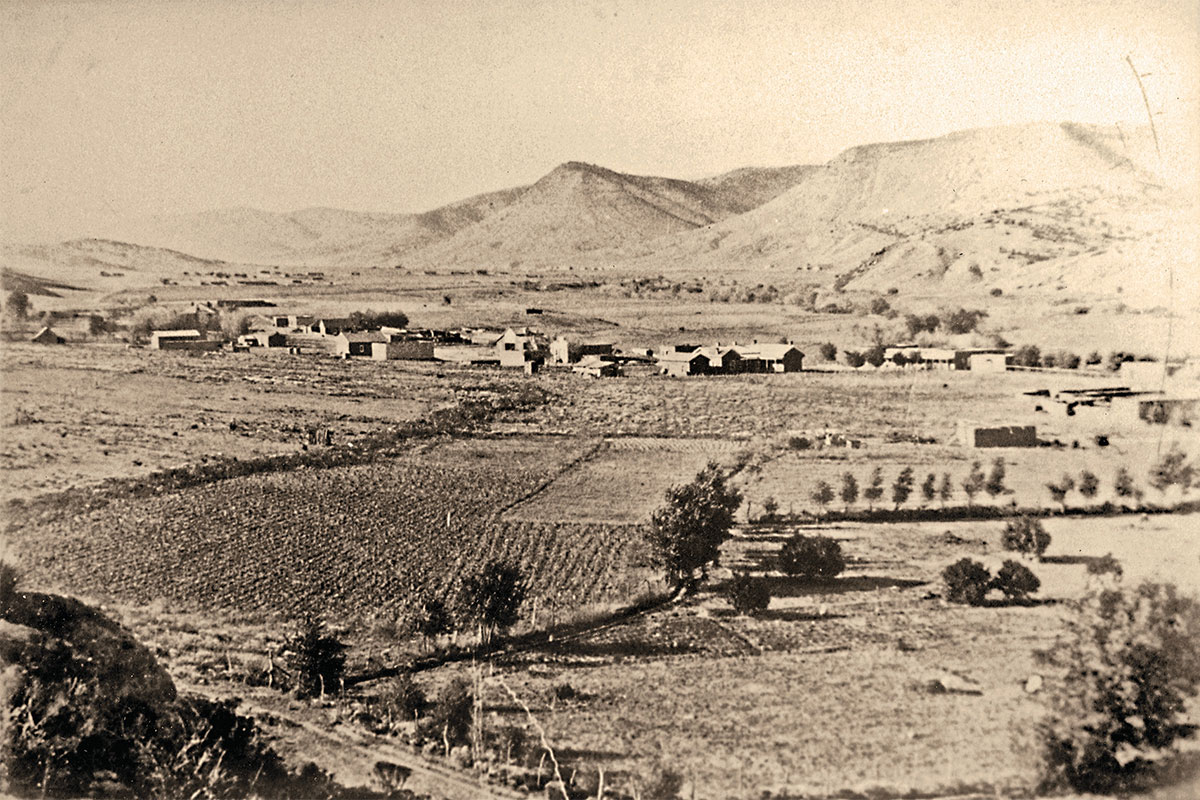
Линкольн, XIX век
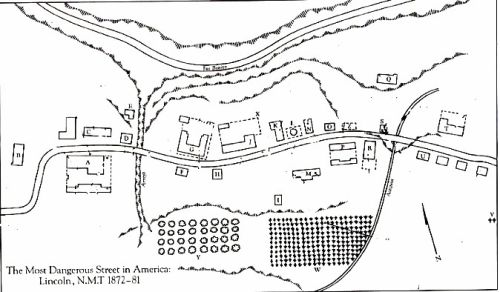
Карта Линкольна, составленная между 1872 и 1881
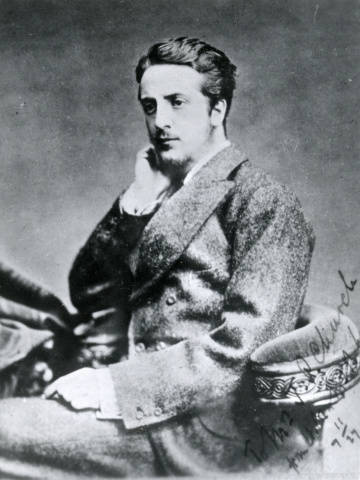
Джон Генри Танстелл, 1875
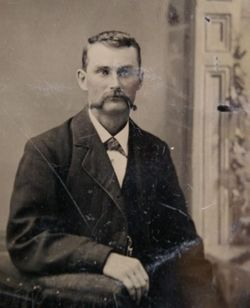
Александр Максуин, 1870-е
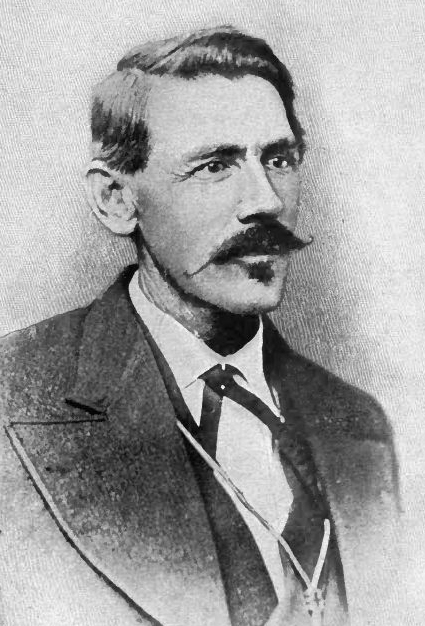
Джон Чизум, до 1884
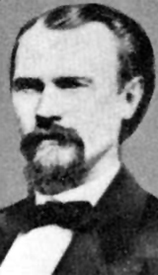
Лоренс Мёрфи, 1870-е
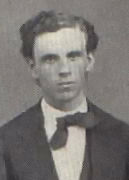
Джеймс Долан, 1870-е
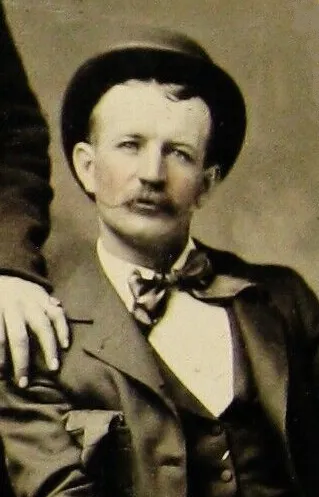
Джон Райли, дата неизвестна
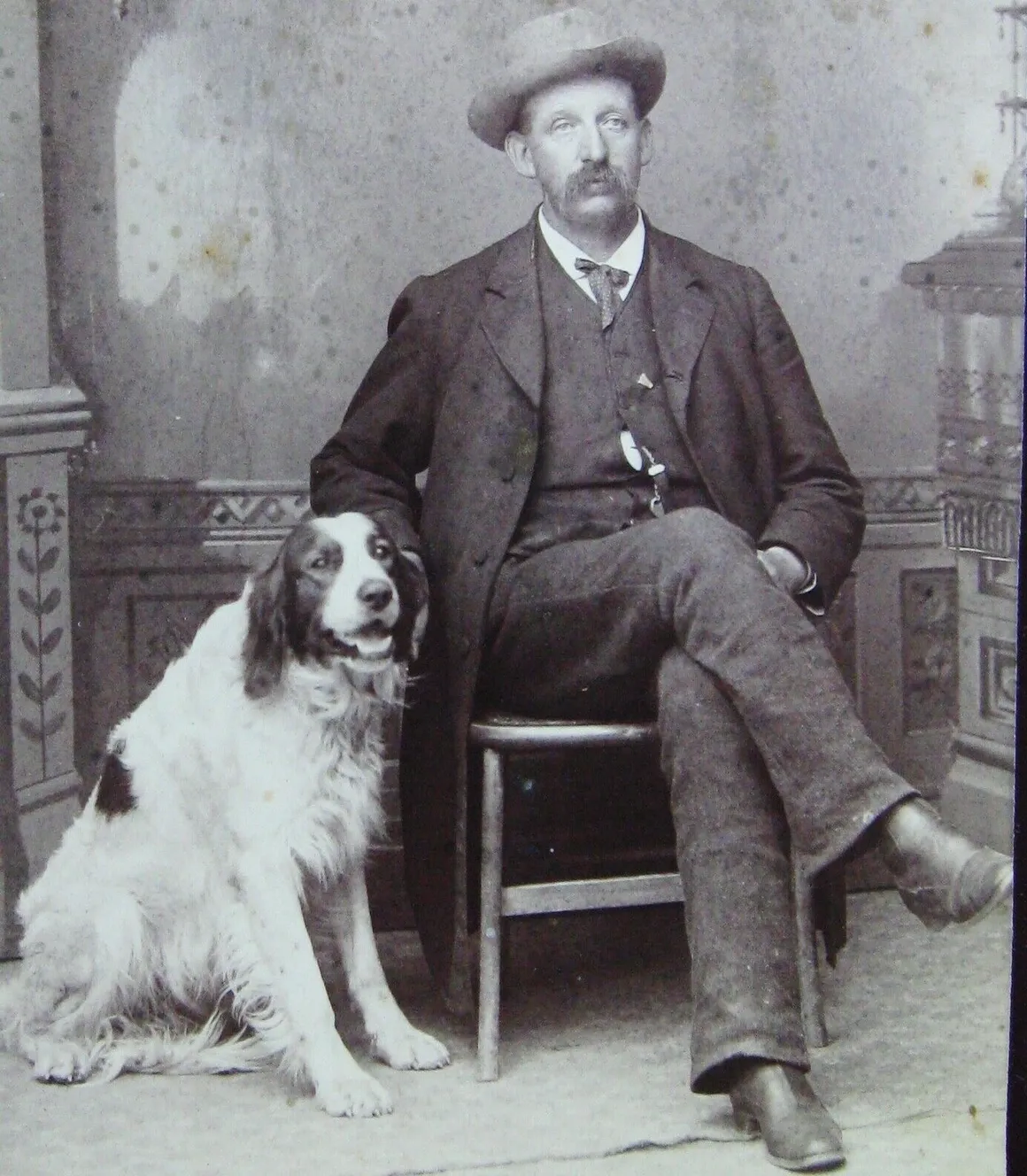
Уильям Брейди, 1870-е
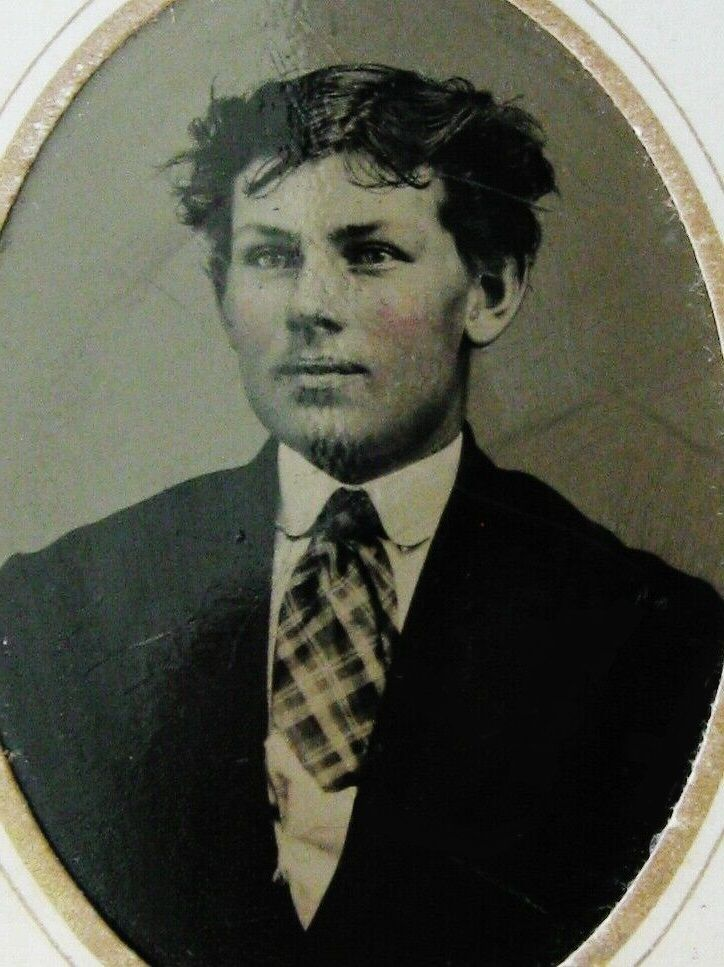
Джесси Эванс, 1870-е
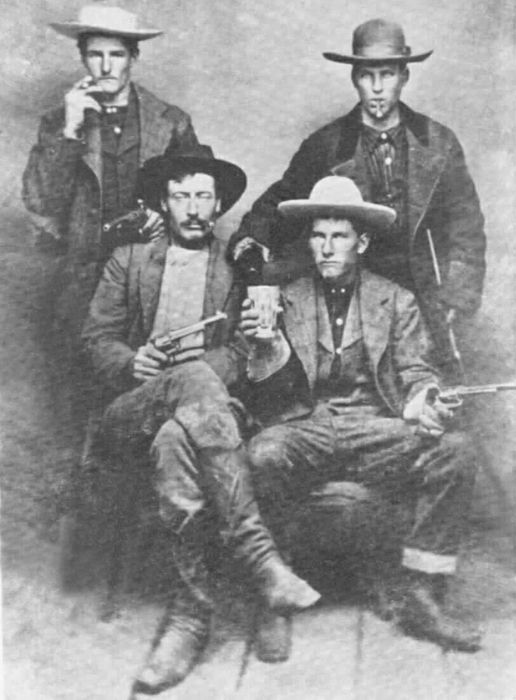
«Воины семи рек», ок. 1878

## Хронология событий Войны в округе Линкольн

### 1878 год
- 18 февраля. Билл Мортон и Том Хилл убивают Джона Танстелла. Затем один из членов отряда Брейди убивает лошадь Танстелла выстрелом в голову. Другой член отряда вынимает револьвер Танстелла из кобуры и делает из него два выстрела в воздух, чтобы создать впечатление, будто Танстелл убит в целях самообороны. Затем они относят тело Танстелла к телу его лошади и кладут их рядом. Кто-то в шутку надевает его шляпу на голову лошади. Отряд собирает девять лошадей, которые перегонял Танстелл, и гонит их обратно на ранчо к Рио Феликс. Около полуночи Виденманн, Брюэр, Кид и Миддлтон прибывают в Линкольн и рассказывают Максуину, что произошло. Максуин проводит у себя в доме срочное собрание своих сторонников и ковбоев Танстелла. Во время встречи появляется сильно пьяный Джонни Райли (партнёр Долана) и зачем-то опустошает свои карманы перед присутствующими. После того, как Райли уходит, Максуин осматривает оставленные им вещи. Среди прочего он находит записную книжку, в которой содержатся задокументированные деловые операции с бандой Джесси Эванса и «Воинами семи рек» о покупке краденого скота Танстелла.
- 19 февраля. Около 2 часов ночи отряд Мортона возвращается на ранчо Танстелла. Мортон сообщает Билли Мэтьюзу, заместителю шерифа Брейди, что Танстелл оказал сопротивление при аресте и наставил на них пистолет, вынудив их убить его в целях самообороны. На рассвете люди Брейди отправляются на место преступления, где находят тело Танстелла и труп его лошади. Тело Танстелла отвозят в Линкольн. В это время Билли Кид и Дик Брюэр подписывают письменные показания перед мировым судьей Уилсоном, в которых говорится, что Джимми Долан, Джесси Эванс и ещё шестнадцать человек были в отряде, убившем Танстелла. Уилсон организует коронерское жюри, состоящее из Джорджа Б. Барбера, Джона Ньюкомба, Боба Гилберта, Сэма Смита, Фрэнка Коу и Бена Эллиса. Тело Танстелла доставляют в дом Максуина, где присяжные коронера проводят дознание. Основываясь на показаниях Билли, Дика и Джона Миддлтона, присяжные выносят вердикт, что Танстелл был убит «одним или несколькими лицами, а именно: Джесси Эвансом, Уильямом Мортоном, Фрэнком Бейкером, Томасом Хиллом, Джорджем Хиндманом, Джеймсом Доланом и другими, имена которых не указаны свидетелями, давшими показания». По вердикту присяжных Уилсон выдаёт ордера на арест восемнадцати человек. Затем судья передаёт ордера констеблю Атанасио Мартинесу, который планирует начать аресты на следующий день. Роб Виденманн не давал показаний перед присяжными коронера, потому что уехал из Линкольна в форт Стэнтон до того, как было проведено расследование.
- 20 февраля. Констебль Мартинес вместе с Билли Кидом и Фредом Уэйтом отправляются к Джеймсу Долану для проведения арестов, но в результате сами оказываются незаконно арестованными шерифом Брейди. Шериф конфискует их оружие и под дулом пистолета ведёт их по главной улице на виду у всего города к тюрьме Линкольна. Той же ночью Брейди освобождает Мартинеса, но отказывается освобождать Кида или Уэйта. Роб Виденманн прибывает в форт Стэнтон. Опираясь на статус заместителя маршала США, он просит командира форта капитана Джорджа Пьюрингтона о военной помощи для ареста членов банды Джесси Эванса по обвинению в совершенной ими ранее краже правительственных мулов из индейской резервации. Пьюрингтон подчиняется и говорит, что через несколько дней отправит отряд военных под командованием лейтенанта Милларда Ф. Гудвина в Линкольн в помощь Виденманну. Удовлетворенный, Виденманн возвращается в Линкольн.
- 22 февраля. В 3 часа дня тело Танстелла хоронят рядом с его магазином. Дик Брюэр на могиле клянётся, что поймает каждого, причастного к убийству. После похорон в доме Максуина проходит массовый собрание возмущённых сторонников фракции Танстелл — Максуин. На встрече они решают, что шериф Брейди должен дать им объяснения, почему были арестованы констебль Мартинес, Уэйт и Билли Кид, а также почему он отказывается арестовывать людей, убивших Танстелла. Судья Флоренсио Гонсалес, Исаак Эллис, Джон Ньюкомб и Хосе Монтано отправляются к шерифу, но он грубо игнорирует их вопросы. В тот же день Джимми Долан уезжает из Линкольна в Ла-Месилью, надеясь получить ордер на арест Максуина за растрату по делу о страховке Фрица.
- 23 февраля. Капитан Пьюрингтон отправляет отряд под командованием лейтенанта Гудвина в Линкольн, чтобы помочь Виденманну произвести аресты. По прибытии войск в Линкольн Виденманн в сопровождении военных и большой группы сторонников Танстелла—Максуина (в которую, среди многих других, входят Дик Брюэр, Док Скарлок, Джордж Коу, Фрэнк Коу, Сэм Смит, констебль Атанасио Мартинес, Джон Миддлтон и Сэм Корбет) отправляется в тюрьму Линкольна и освобождает Билли Кида и Фреда Уэйта. Затем группа идёт в здание, в котором базируется компания Мёрфи и Долана (в просторечии «Дом», англ. House), и обыскивает его в поисках членов банды Джесси Эванса. Однако ни одного из них в Доме не обнаружено. Затем группа идёт к магазину Танстелла, который охраняют заместители шерифа Брейди (магазин был арестован ранее в качестве обеспечительной меры по иску о страховке Фрица). Там констебль Мартинес арестовывает пятерых заместителей шерифа (Джорджа Пеппина[англ.], Джона Лонга, Джеймса Лонгвелла, Джона Кларка и Чарльза Маршалла) по обвинению в краже сена из магазина и отводит их в тюрьму. В тот же день шериф Брейди также обвиняется в краже сена из магазина Танстелла, предстает перед судьей Уилсоном и вносит за себя залог в размере 200 долларов США. Военные возвращаются в форт Стэнтон.
- 24 февраля. Заместители шерифа Брейди выходят из тюрьмы под залог.
- 25 февраля. Максуин, опасаясь ареста или нападения, составляет завещание и покидает Линкольн, отправившись в горы.
- 26 февраля. В Ла-Месилье окружной прокурор Д. А. Райнерсон выдаёт ордер на арест Максуина и передаёт его Долану, который затем отправляется обратно в Линкольн.
- 1 марта. Дик Брюэр, разъярённый тем, что шериф Брейди отказывается арестовать убийц Танстелла, обращается к мировому судье Уилсону, который назначает его специальным констеблем и вручает ему ордера на всех обвиняемых в этом преступлении. Сразу после назначения констеблем Дик начинает собирать окружной отряд. К концу дня отряд состоит из Дика в качестве лидера, Билли Кида (которого Дик назначает своим заместителем), Джона Миддлтона, Дока Скарлока, Фреда Уэйта, «Большого Джима» Френча, Генри Ньютона Брауна, Чарли Боудри, Хосе Чавес-и-Чавеса, «Грязного Стива» Стивенса, Джона Скроггинса и «Тигра Сэма» Смита. Джон Чизум «одалживает» отряду своего детектива по розыску скота Фрэнка Макнаба, поскольку убийцы, которых преследует отряд, — члены банды Джесси Эванса и «Воины семи рек» — заклятые врагами Чизума. После того, как окружной отряд полностью сформирован, его члены решают называть себя «Регуляторами». Все бойцы отряда дают клятву о том, что ни при каких обстоятельствах ни один член отряда не может раскрывать что-либо о деятельности группы посторонним. Узнав о создании «Регуляторов», шериф Брейди наносит ответный удар, арестовав Виденманна и пятнадцать других членов группы, которая участвовала в аресте его заместителей и освобождении магазина Танстелла, по обвинению в организации беспорядков. Однако тюрьма Линкольна не рассчитана на содержание в ней шестнадцати заключённых, и, в конечном итоге, Виденманна и других отпускают с обязательством явиться в суд по первому требованию. Также в этот день начинается строительство двенадцатифутовой глинобитной стены вокруг дома Максуина для защиты на случай осады.
- 2 марта. Тринадцать «Регуляторов» покидают Линкольн и направляются на восток к реке Пекос по следам нескольких убийц Танстелла.
- 4 марта. Шериф Брейди пишет письмо генеральному прокурору Территории Нью-Мексико Томасу Катрону в Санта-Фе, оправдывая убийство Танстелла своим отрядом и обвиняя Максуина в незаконном присвоении страховых денег Фрица.
- 5 марта. Томас Катрон пересылает письмо Брейди члену Кольца Санта-Фе (и стороннику фракции Мёрфи—Долан—Райли) губернатору Сэмюэлю Б. Акстеллу[англ.]. Акстелл пересылает письмо президенту Резерфорду Б. Хейсу и просит его разрешить использование американских войск для оказания помощи «сотрудникам гражданских правоохранительных органов в округе Линкольн», имея в виду Брейди и его заместителей.
- 6 марта. Ближе к вечеру «Регуляторы» замечают Билла Мортона, Фрэнка Бейкера, Дика Ллойда, Тома Кокрана и еще одного мужчину на берегу Рио-Пеньаско. Те пытаются спастись бегством, «Регуляторы» бросаются в погоню. Преследуемые разбиваются на две группы: одну составляют Мортон, Бейкер и Ллойд, а другую — Кокрен и неопознанный мужчина. Все тринадцать «Регуляторов» решают преследовать первую группу из трёх человек и начинают стрелять в них на скаку. Лошадь Ллойда падает под ним, убитая или раненая, однако «Регуляторы» не обращают на него внимания и продолжают преследовать Мортона и Бейкера, позволяя Ллойду сбежать. Через несколько миль скачки лошади Мортона и Бейкера выдыхаются, вынуждая всадников спешиться и искать укрытия в плотном высоком кустарнике. «Регуляторы», приблизившись, угрожают сжечь их, если они не сдадутся. После того, как Дик Брюэр обещает, что им не причинят никакого вреда, Мортон и Бейкер сдаются. Их сажают на уставших лошадей и конвоируют вверх по берегу Пекоса в направлении Линкольна.
- 7 марта. «Регуляторы» вместе с арестованными Мортоном и Бейкером продолжают следовать по реке Пекос на север и останавливаются на ранчо Боба Гилберта. Там к ним присоединяется Уильям Макклоски, бывший работник Танстелла, хорошо знакомый с Мортоном и Бейкером. Вероятно, в тот же день президент Хейс отправляет ответ губернатору Акстеллу и просит его самостоятельно расследовать положение дел в Линкольне.
- 8 марта. Поздно вечером «Регуляторы», Мортон и Бейкер добираются до ранчо Чизума в Саут Спринг. На ранчо Мортон пишет письмо родственнику в Ричмонд, штат Виргиния. Затем «Регуляторов» и их заключённых кормят ужином, и они решают провести ночь на ранчо. Салли Чизум, племянница Джона Чизума, уступает свою спальню для содержания под стражей Мортона и Бейкера. Во время пребывания на ранчо до «Регуляторов» доходит слух, что Джимми Долан собирает большой отряд, чтобы устроить засаду на «Регуляторов» и освободить Мортона и Бейкера по пути в Линкольн.
- 9 марта. Губернатор Сэмюэл Акстелл прибывает в Линкольн рано утром. В течение своего пребывания в Линкольне Акстелл постоянно находится в компании Лоренса Мёрфи и Джимми Долана. После встречи с несколькими людьми Долана, а также Дэвидом Шилдом (юридическим партнёром Максуина), Робом Виденманном и доктором Тейлором Или, Акстелл решает отстранить мирового судью Джона Уилсона от должности и аннулирует все ордера, выданные Уилсоном. Аргументация Акстелла заключается в том, что Уилсон назначен местным судьей, а не избран. Акстелл также лишил Виденманна статуса заместителя маршала США. Фактически постановление губернатора означало, что «Регуляторы» теряют статус окружного отряда, и их действия, ранее считавшиеся законными, теперь таковыми не считаются, а шериф Брейди и его люди отныне признаются единственными сотрудниками правоохранительных органов округа Линкольн. Тем же утром «Регуляторы» и их заключённые покидают ранчо Саут-Спринг. Перед отъездом Бейкер даёт Салли Чизум несколько личных вещей, в том числе письмо, которое он написал своей девушке. Он просит её отправить письмо, если его убьют, прежде чем он доберётся до Линкольна. После этого группа покидает ранчо и направляется в сторону Розуэлла. Они прибывают туда около десяти часов утра, и Мортону разрешается отправить письмо в почтовом отделении Розуэлла. Почтмейстер Эш Апсон спрашивает Мортона, думает ли он, что его могут убить. Мортон отвечает, что нет, но в случае, если его убьют, он хочет, чтобы его семья была проинформирована. Макклоски, также зашедший на почту, говорит, что если кто-то захочет причинить вред Мортону или Бейкеру, то такому человеку сначала придётся убить его. После этого «Регуляторы» покидают Розуэлл и направляются на запад, в сторону Линкольна. В нескольких милях от Линкольна «Регуляторы», помня слухи о том, что группа Долана устроила им засаду, покидают главную дорогу и начинают двигаться по неиспользуемой тропе, ведущей через каньон Блэкуотерс. Некоторое время спустя, Мортон, Бейкер и Макклоски убиты. Существует много разных версий того, как произошли эти убийства, но большинство историков сходятся во мнении, что Мортона и Бейкера казнили, не намереваясь предавать суду, а Макклоски погиб, пытаясь помешать расправе. По версии «Регуляторов», Мортон и Бейкер, завладев оружием, убили Макклоски, после чего были застрелены при попытке к бегству. На выходе из каньона «Регуляторы» направляются в небольшую деревню Сан-Патрисио, жители которой настроены враждебно к фракции Мёрфи — Долан — Райли. Дик Брюэр делает вылазку в Линкольн, где узнаёт, что «Регуляторы» больше не обладают статусом окружного отряда, а, следовательно, убийства Мортона и Бейкера совершены ими незаконно. Примерно в это же время Том Хилл и Джесси Эванс застрелены при попытке ограбить чероки-погонщика овец недалеко от Туларосы. Хилл погиб, а Эванс серьёзно ранен в левый локоть (пуля раздробила кость, и впоследствии он потерял способность пользоваться левой рукой). Ранчер Дэйв Вуд доставил Эванса в форт Стэнтон для лечения.
- 12 марта. Хотя Роб Виденманн официально больше не заместитель маршала США, у него всё ещё есть ордер на арест Джесси Эванса, выданный за кражу правительственных мулов. Виденманн узнаёт, что Эванс находится в госпитале форта Стэнтон, приезжает и официально арестовывает его.
- 13 марта. Максуин укрывается на ранчо Чизума в Саут-Спринг, где воссоединяется со своей женой Сьюзан.
- 24 марта. Недалеко от Сан-Патрисио Билли Кид и Чарли Боудри вступают в перестрелку с Эндрю «Картечь» Робертсом, членом банды Эванса, присутствовавшем в отряде, убившем Танстелла. В перестрелке никто не пострадал, другие подробности стычки неизвестны.
- 28 марта. Дик Брюэр и Билли Кид едут в Линкольн из Сан-Патрисио. При въезде в город несколько заместителей шерифа во главе с Джорджем Пеппином заявляют двум «Регуляторам», что на их арест выданы ордера. Дик и Билли, сопротивляясь аресту, открывают огонь по заместителям шерифа, в результате чего те отступают. Позже Билли пытается застрелить заместителя шерифа Билли Мэтьюза на улице, однако ему это не удаётся. В тот же день шериф Брейди, несколько его заместителей и отряд американских солдат из форта Стэнтон под командованием лейтенанта Джорджа Смита покидают Линкольн и направляются на ранчо Чизума, узнав, что Максуин укрывается там и собираясь его арестовать.
- 29 марта. Брейди в сопровождении военных прибывает на ранчо Чизума и пытается арестовать Максуина на основании ордера, который передал ему Долан. Чизум отказывается выдать Максуина. Лейтенант Смит разговаривает со Сьюзан Максуин, говоря ей, что, если она уговорит мужа сдаться, он обещает организовать военный эскорт в Линкольн и предлагает ему содержание под стражей на гауптвахте форта Стэнтон, а не в тюрьме Линкольна. Сьюзан разговаривает с мужем, и он соглашается на сделку Смита. Они договариваются, что Максуин покинет ранчо через пару дней и по пути сдастся военным, которые выдвинутся ему навстречу.
- 31 марта. Александр и Сьюзан Максуин, Джон Чизум и ещё несколько человек покидают ранчо Саут-Спринг и направляются в сторону Линкольна, ожидая по пути встретить военный эскорт. Однако из-за проливных дождей группа Максуина вынуждена укрыться на ночь в доме владельца ранчо на Рио-Хондо, в результате чего пропускает встречу с военными. Позже той же ночью «Регуляторы» Билли Кид, Фред Уэйт, Фрэнк Макнаб, Джон Миддлтон, Генри Браун, «Большой Джим» Френч и, возможно, Хосе Чавес-и-Чавес[d] въезжают в Линкольн. Они пробираются в магазин Танстелла и проводят там ночь вместе с Робом Виденманном и продавцом Сэмом Корбетом.
- 1 апреля. «Регуляторы», проникшие в магазин Танстелла ночью, устраивают засаду на шерифа Брейди и четырёх его заместителей (Джорджа Пеппина, Джона Лонга, Джорджа Хиндмана и Билли Мэтьюза) на главной улице Линкольна[18]. Нападение совершено из-за забора магазина. Брейди убит на месте, получив около дюжины огнестрельных ранений, заместитель шерифа Джордж Хиндман смертельно ранен в спину, заместитель шерифа Лонг легко ранен[19]. Во время боя Джим Френч и Билли Кид покидают укрытие и подходят к телу Брейди, чтобы убедиться, что шериф мёртв[e]. Заместитель шерифа Билли Мэтьюз ранит обоих одной пулей. Билли Кид легко ранен в правое бедро по касательной, но ранение Френча оказывается настолько серьёзным (пуля раздробила кость ноги), что он не может держаться в седле и покинуть Линкольн сразу же, и Сэм Корбет прячет его в подвале своего дома. Помимо этого, ранен случайной пулей судья Уилсон, мирно работавший у себя в огороде[18]. В момент нападения на территории магазина Танстелла также находится Роб Виденманн, но так и не было установлено, участвовал ли он в перестрелке: позднее он утверждал, что когда началась стрельба, он кормил собаку Танстелла[f][21]. Нападавшие (кроме Френча) отступают в Сан-Патрисио. Пару часов спустя группа Максуина прибывает в Линкольн, где сдаётся лейтенанту Смиту. Затем Джордж Пеппин арестовывает Роба Виденманна, Дэвида Шилда и домашних слуг Максуина Джорджа Вашингтона и Джорджа Робинсона за предполагаемую помощь убийцам Брейди. Формально аресты были незаконными, поскольку Пеппин потерял статус заместителя шерифа со смертью Брейди. После наступления темноты Билли Кид возвращается в Линкольн незамеченным и забирает Френча из дома Корбета. Затем они бегут в Сан-Патрисио, где уже находятся остальные «Регуляторы».
- 2 апреля. «Регуляторы» начинают поиск новых рекрутов в Сан-Патрисио, а также вдоль рек Рио-Руидосо и Рио-Хондо. Игнасио Гонсалес из Сан-Патрисио и двоюродные братья Джордж и Фрэнк Коу присоединяются к ним, таким образом, состав окружного отряда увеличивается до шестнадцати человек. В тот же день подполковник Нейтан Огастас Монро Дадли из Девятого кавалерийского полка прибывает в форт Стэнтон и принимает на себя командование фортом. Дадли — ярый сторонник Кольца Санта-Фе и друг Мёрфи и Долана.
- 3 апреля. Максуин, Виденманн, Шилд, Робинсон и Вашингтон доставлены в форт Стэнтон. Робинсона и Вашингтона размещают на гауптвахте, а Максуину, Виденманну и Шилду предоставляются частные помещения.
- 4 апреля. «Регуляторы» приезжают в поселение Блейзерс-Милл[англ.]. Сэм Смит и Игнасио Гонсалес вскоре уезжают на разведку, остальные намереваются пообедать в местном ресторане. В это время там же появляется Эндрю «Картечь» Робертс. «Регуляторы», имея численное превосходство четырнадцать против одного, атакуют его, полагая, что легко с ним справятся. В схватке Робертс убивает Дика Брюэра, ранит Скарлока, Миддлтона и Джорджа Коу, контузит Боудри и нокаутирует Кида, однако сам ранен Джорджем Коу и Чарли Боудри. «Регуляторы», деморализованные потерями, отступают, но Робертс вскоре умирает от полученных ран. Фрэнк Макнаб становится новым лидером «Регуляторов»[22][23].
- 8 апреля. В Линкольне собирается сессия окружного суда; Уоррен Бристоль исполняет обязанности судьи, окружной прокурор Уильям Райнерсон выступает в качестве обвинителя. Первое действие Бристоля — назначить шерифа вместо недавно убитого шерифа Брейди. На эту работу он выбирает тридцатисемилетнего Джона Коупленда, жителя Линкольна. Бристоль и Райнерсон, сторонники Кольца Санта-Фе, очевидно, не знают, что Коупленд выступает сторонником Максуина. В тот же день Роб Виденманн, Дэвид Шилд, Джордж Вашингтон и Джордж Робинсон освобождаются из-под стражи в форте Стэнтон. Вашингтон и Робинсон возвращаются в Линкольн, Виденманн и Шилд остаются в форте из соображений безопасности. Максуину в форте официально вручается ордер на арест за растрату.
- 13 апреля. Большое жюри присяжных из десяти граждан приведено к присяге в Линкольне, доктор Джозеф Блейзер исполняет обязанности председателя жюри. В течение следующих нескольких дней присяжные изучают доказательства недавних событий в округе Линкольн.
- 17 апреля. С разрешения Джона Танстелла-старшего Максуин предлагает вознаграждение в размере 5 000 долларов США за поимку убийц его сына.
- 18 апреля. Большое жюри обвиняет Билли Кида, Генри Брауна и Джона Миддлтона в убийстве шерифа Брейди, Фреда Уэйт обвинён в убийстве заместителя шерифа Хиндмана. Участие Фрэнка Макнаба и «Большого Джима» Френча упускают из виду. Присяжные также предъявляют обвинение Чарли Боудри в убийстве Эндрю Робертса. Кид, Миддлтон, Браун, Уэйт, Док Скарлок, Джордж Коу, Джон Скроггинс и «Грязный Стив» Стивенс обвиняются в соучастии в убийстве Робертса. В тот же день Большое жюри наносит значительный удар по фракции Мерфи — Долан — Райли, обвиняя Джесси Эванса, Мануэля «Индейца» Сеговию, Джона Лонга и Долли Грэма в убийстве Танстелла. Присяжные также обвиняют Джима Долана и Билли Мэтьюза в соучастии в убийстве. Из четырёх мужчин, названных главными убийцами Танстелла, удалось найти только Джесси, поскольку он все ещё находится в тюрьме форта Стэнтон. Присяжные устанавливают для него сумму залога в 5 000 долларов США, для Долана и Мэтьюза — залог в 2 000 долларов США за каждого. Долан и Мэтьюз соглашаются немедленно внести залог. Долану и его партнеру Джону Райли также предъявлено обвинение в краже скота Танстелла (как организаторам). Большое жюри полностью оправдывает Александра Максуина по обвинению в растрате. Бристоль и Райнерсон недовольны обвинительными заключениями Большого жюри, тем не менее, они переданы шерифу Коупленду для исполнения. Максуина немедленно освобождают из-под стражи в форте Стэнтон, и он возвращается в Линкольн.
- 23 апреля. Из-за предъявленных им обвинений Долан и Райли решают временно приостановить всю деятельность своей компании.
- 24 апреля. Сторонники Максуина организуют массовый митинг в Линкольне. В конце встречи все присутствующие подписывают петицию с просьбой, чтобы «ирландская фирма» (то есть Долан, Райли и др.) немедленно покинула Линкольн и никогда не возвращалась. Примерно в то же время лидер «Регуляторов» Фрэнк Макнаб заявляет, что следующая операция окружного отряда состоится где-то в районе Севен-Риверс.
- 28 апреля. Фрэнк Макнаб, Фрэнк Коу и новичок в «Регуляторах» Эб Сондерс (который также является двоюродным братом Фрэнка и Джорджа Коу и их партнёром по ранчо) покидают Линкольн и направляются на юг, в сторону Севен-Риверс. В тот же день «Воины семи рек» (Мэрион Тёрнер, Боб и Джон Беквиты, Бак Пауэлл, Майло Пирс, Боб и Уоллес Олинджеры, Том Грин, Джонни Хёрли и «Голландец Чарли» Крулинг) вместе с семью или восемью членами банды Джесси Эванса покидают Севен-Риверс и направляются на север, в сторону Линкольна. Возглавляет отряд бывший заместитель Брейди Уильям Х. Джонсон. Также в отряде присутствуют бывшие заместители шерифа Джордж Пеппин, Джон Лонг и Билли Мэтьюз. Многие из них были в отряде, убившем Танстелла.
- 29 апреля. Фрэнк Макнаб, Эб Сондерс и Фрэнк Коу попадают в засаду банды Джесси Эванса и «Воинов семи рек» в девяти милях от Линкольна на ранчо Эмиля Фрица. Лошади под Макнабом, Коу и Сондерсом застрелены. Фрэнк Макнаб, раненый, взбирается по склону оврага и пытается сбежать, но «Индеец Мануэль» Сеговия догоняет его и добивает из дробовика. Фрэнк Коу сдаётся после продолжительной перестрелки, после чего его увозят в Линкольн. Эб Сондерс получает ранение в левую лодыжку и тяжёлое ранение в левое бедро; вторую рану посчитали смертельной и оставили его на ранчо Фрица, откуда после перевезли в госпиталь форта Стэнтон[24].
- 30 апреля. На рассвете отряд «Воинов семи рек» и банда Джесси Эванса въезжают в Линкольн. В городе около дюжины бойцов располагаются у Дома (где помещают под стражу Фрэнка Коу), остальные занимают позиции на берегу реки на восточной окраине города возле дома Эллисов, известных сторонников «Регуляторов», предполагая, что «Регуляторы» могут прибыть в город и попытаться отбить Коу. По случайности, «Регуляторы» уже находятся в доме Эллисов. Кроме того, почтальон, прибывший в город ранее, сообщил им о перестрелке на ранчо Фрица. Джордж Коу и Генри Браун занимают позиции на крыше. Некоторое время спустя Коу замечает «Голландца Чарли» Крулинга, стоящего недалеко от Дома. Тщательно прицелившись, Коу стреляет из винтовки и ранит Крулинга[g]. В течение следующих нескольких часов «Регуляторы» обмениваются выстрелами с «Воинами», укрепившимися на берегу реки и в Доме. В ходе длительной перестрелки «Воины» Том Грин, Джим Паттерсон, Джон Гэлвин и Чарльз Маршалл убиты, ещё один неизвестный «Воин» ранен, «Регуляторы» не понесли потерь. В какой-то момент во время событий дня Уоллес Олинджер, которому было поручено охранять Фрэнка Коу, даёт ему пистолет и говорит, чтобы он просто уходил. Коу сбегает из-под стражи, ему удаётся добраться до дома Эллисов. Около 16:30 шериф Коупленд, будучи не в силах самостоятельно остановить стрельбу, запрашивает военную помощь у форта Стэнтон. Некоторое время спустя рота солдат под командованием лейтенанта Джорджа Смита прибывает в Линкольн на помощь Коупленду. Смит размещает солдат в центре города между «Регуляторами» и «Воинами», и стрельба прекращается. Затем Коупленд приказывает лейтенанту Смиту арестовать сотрудника Дома Джеймса Лонгвелла и всех членов «Воинов семи рек» и банды Джесси Эванса, находящихся в городе. «Воины» позволяют себя арестовать, но отказываются сдать оружие. Смит и солдаты покидают город и забирают с собой всех «Воинов». В Стэнтоне их не заключают под стражу, позволяя свободно перемещаться по форту.
- 1 мая. Долан и Райли объявляют, что закрывают Jas. J. Dolan & Co. из-за предъявленных им обвинений и из-за того, что не могут погасить свои долги Томасу Катрону. Всё, чем когда-то владели Долан и его партнёры, теперь принадлежит Катрону, который отправляет своего зятя Эдгара Уолца в Линкольн, чтобы тот управлял Домом от его имени. В тот же день тело Фрэнка Макнаба доставляют в Линкольн и хоронят рядом с могилой Танстелла.
- 3 мая. Максуин и шериф Коупленд едут в Сан-Патрисио и встречаются с мировым судьей Грегорио Трухильо (ни один судья ещё не заменил Джона Уилсона в Линкольне). Максуин заставляет Трухильо выдать ордера на арест Боба Беквита, Уильяма Джонсона и двадцати других «Воинов семи рек» за «нападение с попыткой убийства» на Макнаба и Эба Сондерса. Ордера передаются шерифу Коупленду, который отправляется в форт Стэнтон, где до сих пор содержатся «Воины», перечисленные в ордерах. Там он официально вручает ордера и просит полковника Дадли, чтобы его войска сопроводили арестованных в Сан-Патрисио для суда. Однако Дадли, сторонник Долана, отклоняет просьбу шерифа и вместо этого приказывает лейтенанту Гудвину и лейтенанту Смиту вернуться в Сан-Патрисио с Коуплендом и арестовать там Максуина и всех его союзников. По пути в Сан-Патрисио военные останавливается в Линкольне, где находят и арестовывают Дока Скарлока, Джона Скроггинса, Игнасио Гонсалеса, Роба Виденманна, Сэма Корбета, Исаака и Уилла Эллисов. По прибытии в Сан-Патрисио они арестовывают Максуина и его слугу Джорджа Вашингтона; все остальные «Регуляторы» покинули деревню всего за час до прибытия солдат. Военные с арестованными возвращаются в форт Стэнтон, где Дадли по-прежнему позволяет «Воинам семи рек» свободно передвигаться по форту, но помещает всех людей Максуина в караульное помещение (Скарлока даже заковывают в кандалы). Судья округа Дэвид Истон, узнав об арестах, тут же подаёт в отставку, оставляя Грегорио Трухильо единственным мировым судьей в округе. Шериф Коупленд, опасаясь накалять ситуацию, решает просто освободить всех заключённых с обеих сторон. «Воины» немедленно направляются обратно к Севен-Риверс, взяв с собой лошадей Макнаба и Сондерса и по пути украв ещё шестерых с ранчо Танстелла. Все люди Максуина возвращаются в Линкольн или Сан-Патрисио, за исключением Скарлока, который по какой-то причине всё ещё находится в кандалах на гауптвахте.
- 6 мая. Роб Виденманн становится управляющим ранчо Танстелла. В тот же день шериф Коупленд освобождает Скарлока из форта Стэнтон и назначает его заместителем. Скарлок возвращается к «Регуляторам», берёт на себя роль лидера и назначает своим заместителем Билли Кида.
- 10 мая. Лоренс Мёрфи покидает округ Линкольн, больше он никогда в него не вернётся.
- 14 мая. «Регуляторы» отправляются в Севен-Риверс и совершают набег на скотоводческое ранчо Райли. Там «Регуляторы» крадут двадцать семь лошадей Долана и Райли (не зная, что на самом деле они уже принадлежат Томасу Катрону). При атаке на ранчо убит индеец-чероки, работавший у Райли поваром и 15-летний мальчик по имени Джонни. Также «Регуляторы» находят на ранчо Мануэля «Индейца» Сеговию и арестовывают его. В скором времени Сеговия оказывается убит. По версии «Регуляторов», Билли Кид, Хосе Чавес-и-Чавес и/или Фрэнк Коу застрелили его при попытке к бегству. После этого «Регуляторы» возвращаются в Линкольн.
- 25 мая. Агент Министерства юстиции США Фрэнк Уорнер Энджел прибывает в Линкольн из Вашингтона, округ Колумбия, с приказом расследовать недавние беспорядки в округе.
- 28 мая. Губернатор Акстелл издаёт указ об отстранении шерифа Коупленда от должности и назначает бывшего заместителя Брейди и убеждённого сторонника Долана Джорджа Пеппина новым шерифом Линкольна.
- Начало июня. В Линкольне проводятся внеочередные выборы с целью определения нового мирового судьи. Джон Уилсон побеждает на выборах и снова становится мировым судьёй Линкольна.
- 8 июня. Агент Энджел покидает Линкольн. За время своего пребывания в городе ему удалось взять показания у Билли Кида, Александра Максуина, Роба Виденманна, Джона Миддлтона, Генри Брауна, Годфри Гаусса и Сэма Корбета из фракции Максуина, а также у Джимми Долана, Сэма Перри, Уоллеса Олинджера и Боба Беквита из фракции Долана.
- Середина июня. Том О’Фолльярд появляется в Сан-Патрисио, где впервые встречается с «Регуляторами» и решает присоединиться к ним. Он быстро становится близким другом Билли Кида, который начинает учить его стрелять из винтовки и пистолета.
- 15 июня. Джесси Эванс под военным конвоем покидает форт Стэнтон и отправляется в Ла-Месилью, чтобы предстать перед судом за кражу правительственных мулов (федеральное обвинение) и за убийство Джона Танстелла (территориальное обвинение).
- 18 июня. Шериф Пеппин собирает отряд, состоящий из членов банды Джесси Эванса и «Воинов семи рек» (около 25 человек), а также связывается с подполковником Дадли и запрашивает военную помощь для ареста «Регуляторов», которые находятся в городе. Дадли соглашается предоставить двадцать семь солдат под командованием лейтенанта Гудвина и отправляет их на встречу с Пеппином и его отрядом. Кто-то сообщает «Регуляторам» о том, что планируют Пеппин и Дадли, и они спешно покидают Линкольн, возвращаясь в Сан-Патрисио. В тот же день Конгресс США принимает Закон о Posse Comitatus, который запрещает любые военные действия в случае гражданских беспорядков.
- 19 июня. В Ла-Месилье прокурор Райнерсон нанимает банду Джона Кинни и приказывает им отправиться в округ Линкольн и перейти под командование либо Джима Долана, либо шерифа Пеппина[26].
- 22 июня. Банда Джона Кинни прибывает в Линкольн, встречается с Доланом и шерифом Пеппином, который немедленно предоставляет банде статус окружного отряда. Долан предлагает Кинни скот и лошадей Танстелла на сумму 500 долларов США, если тот совершит убийство Максуина.
- 23 июня. В Ла-Месилье Джесси Эванс оправдан по делу о краже правительственных мулов из резервации мескалеро-апачей. Судьёй, председательствовавшим на процессе, был Уоррен Бристоль, сторонник Дома.
- 24 июня. Максуин отправляет письмо отцу Танстелла в Англию с просьбой оказать финансовую поддержку «Регуляторам». В тот же день Джордж и Фрэнк Коу попадают в засаду банды Кинни примерно в миле к югу от Сан-Патрисио, однако им удаётся скрыться.
- 27 июня. Заместитель шерифа Джон Лонг с отрядом из пяти человек направляется в Сан-Патрисио, чтобы арестовать «Регуляторов». Однако когда отряд достигает деревни, они обнаруживают только домашнего слугу Максуина Джорджа Вашингтона. Позже, когда отряд покидает Сан-Патрисио, они натыкаются на возвращающихся в деревню Максуина и Джона Коупленда в сопровождении девятерых «Регуляторов» (Билли Кида, Фреда Уэйта, Чарли Боудри, «Большого Джима» Френча, Джона Скроггинса, «Грязного Стива» Стивенса, а также новичков: констебля Атанасио Мартинеса, Хесуса Родригеса и Эусебио Санчеса). В завязавшейся перестрелке единственной жертвой оказывается лошадь заместителя шерифа Лонга. Отряд Лонга отступает, «Регуляторы» не преследуют его. Позже в тот же день, узнав об инциденте, шериф Пеппин едет в форт Стэнтон и подписывает письменные показания перед капитаном Томасом Блэром, в которых говорится, что отряд Лонга был обстрелян при попытке вручить законные ордера на арест. Подполковник Дадли приказывает капитану Генри Кэрроллу и двадцати пяти солдатам отправиться с Пеппином и помочь ему найти «Регуляторов». Пеппин и войска возвращаются в Линкольн, где Пеппин собирает ещё один отряд. Затем отряд шерифа и военные отправляются за «Регуляторами», однако их поиски безуспешны. Несколько часов спустя Дадли узнаёт о принятии Закона о Posse Comitatus и отзывает войска обратно в форт.
- 29 июня. Долан вынуждает мирового судью Уилсона выдать ордера на арест Максуина, Коупленда и «Регуляторов», которые участвовали в стычке у Сан-Патрисио. Максуин снова объявлен в розыск.
- 1 июля. Люди Пеппина арестовывают Джона Коупленда на его ранчо и конвоируют его в Линкольн.
- 2 июля. В Ла-Месилье Роб Виденманн дает показания против Джесси Эванса на слушании по делу об убийстве Танстелла. Когда Виденманн говорит, что Эванс был одним из убийц, судья Бристоль лишает его слова, говоря, что Виденманн не мог опознать кого-либо из отряда, так как находился на значительном расстоянии от него. Позже в тот же день Эванс выступает в свою защиту и отрицает, что был в отряде, убившем Танстелла. К концу дня Эванс вносит залог в размере 5 000 долларов США (почти наверняка деньги были предоставлены Доланом) и выходит на свободу. Его дело откладывают до следующей сессии суда, и вскоре после этого он возвращается в Линкольн. Тем временем Виденманн предпочитает остаться в Ла-Месилье из соображений безопасности.
- 3 июля. Рано утром отряд из дюжины человек под командованием заместителя шерифа Хосе Чавес-и-Баки въезжает в Сан-Патрисио. «Регуляторы» ожидали их прибытия, заранее заняли позиции на крышах домов и открывают огонь. Две лошади убиты, член отряда Хулио Лопес ранен в руку, после чего отряд Баки разбегается. Вскоре «Регуляторы» также покидают деревню, направляясь вниз по Рио-Хондо. Некоторое время спустя, примерно в четырех милях к востоку от Сан-Патрисио, их начинает преследовать банда Джона Кинни в сопровождении заместителя шерифа Джона Лонга и самого Джимми Долана. «Регуляторы» взбираются на горный хребет, который скрывает их от глаз, и открывают огонь по преследователям. Потеряв двух лошадей, банда Кинни отступает. «Регуляторы» вместе с Максуином направляются на ранчо Чизума, надеясь найти там убежище. Разъярённая неудачей банда Кинни приезжает в Сан-Патрисио и терроризирует мирных жителей, наказывая их за то, что они укрывают «Регуляторов».
- 4 июля. «Регуляторы» и Максуин прибывают на ранчо Чизума рано утром. Несколько часов спустя Билли Кид, Генри Браун, Том О’Фолльярд, Джордж и Фрэнк Коу едут в Розуэлл, чтобы купить товары в магазине/почтовом отделении Эша Апсона. Покидая Розуэлл, они замечают большой отряд «Воинов семи рек», направляющийся к ранчо Чизума. Билли, братья Коу, Браун и О’Фолльярд спешно возвращаются на ранчо и рассказывают об этом остальным. «Регуляторы» возводят укрепления и готовятся к осаде. Вскоре после этого «Воины семи рек» окружают дом Чизума. Перестрелка продолжается до конца дня, но никто не ранен и не убит.
- 5 июля. Утром «Воины семи рек» отступают, планируя позже вернуться с подкреплением. Однако «Регуляторы», не дожидаясь пока их возьмут в кольцо превосходящие силы противника, покидают ранчо Чизума.
- 8 июля. Банда Джона Кинни совершает налёт на ранчо братьев Коу и Эба Сондерса и подвергает его разграблению.
- 13 июля. «Регуляторы» завербовали новых членов: англосаксов Джорджа Бауэрса, Дэна Дедрика, Джо Смита, Роско Брайанта и Тома Каллинза, а также мексиканцев Винсенте Ромеро, Флоренсио Чавеса, Эрнандо Ферреру (тестя Дока Скарлока и Чарли Боудри), Франсиско Гомеса, Франсиско Замору, Хосе Марию Санчеса, Ихинио Саласара и многих других, чьи имена неизвестны. Большинство из них являются жителями Сан-Патрисио, которые хотят отомстить за нападение на их деревню. Максуин принимает решение атаковать Долана и Пеппина в Линкольне. Хосе Чавес-и-Чавес предлагает отправиться в Пикачо и заручиться помощью стрелков Мартина Чавеса, очень влиятельного и уважаемого члена латиноамериканского сообщества, который также враждебен фракции Долана.
- 14 июля. «Регуляторы» вместе с Максуином едут в Пикачо, где встречаются с Мартином Чавесом. Он соглашается присоединиться к ним и приводит с собой большую группу мексиканских стрелков; мексиканцы переходят под командование Хосе Чавес-и-Чавеса — единственного бойца отряда, всё ещё сохранившего официальный статус правоохранителя (констебля Сан-Патрисио). Общее число «Регуляторов» теперь превышает 50 человек. После наступления темноты отряд скрытно въезжает в Линкольн. Решено, что «Регуляторы» должны быть размещены в важных стратегических точках по всему городу. Около шести «Регуляторов» занимают дом Максуина. В это время там находятся сам Максуин, Сьюзан Максуин, Элизабет Шилд и её дети, а также Харви Моррис, молодой студент юридического факультета, изучающий право в доме Максуина, который приехал в Нью-Мексико в надежде, что местный климат облегчит его туберкулёз. Магазин Танстелла, расположенный прямо по соседству с домом Максуина, занимают Генри Браун, Джордж Коу и «Тигр Сэм» Смит. Также в магазине остаются доктор Или, его семья и школьная учительница Сьюзан Гейтс. На противоположной стороне улицы в доме/магазине Монтано находятся Билли Кид, Хосе Чавес-и-Чавес, Мартин Чавес, констебль Атанасио Мартинес, Фернандо Эррера и ещё около двадцати-двадцати пяти мексиканских стрелков. В доме Хуана Патрона располагаются ещё несколько наёмников-мексиканцев. В доме Эллисов, самом восточном здании Линкольна, занимают оборону Док Скарлок, Чарли Боудри, Джон Миддлтон, Фрэнк Коу, «Грязный Стив» Стивенс, Джон Скроггинс и Дэн Дедрик. Лошади всех «Регуляторов» размещены в загоне, расположенном прямо за домом Эллисов. Атака на людей Долана и Пеппина запланирована на следующий день.
- 15 июля. Утром шериф Пеппин обнаруживает, что «Регуляторы» фактически захватили город, а в его распоряжении есть лишь десяток людей Долана, готовых сражаться с ними. Отряды Джона Кинни, Джесси Эванса и «Воинов семи рек» под командованием Мэриона Тёрнера всё ещё ищут «Регуляторов» за пределами Линкольна. Шериф и Долан с горсткой бойцов захватывают отель и дом Уортли, расположенные через дорогу друг от друга в западной части города, готовясь к обороне. Однако «Регуляторы» по какой-то причине не нападают, а начинают укрепляться в занятых зданиях, засыпая мешками с песком двери и окна и вырезая бойницы в глинобитных стенах. Пеппин отправляет связного на поиски отрядов Кинни, Эванса и Тёрнера. Максуин посылает Долану ультиматум с требованием раз и навсегда убраться из города. Пока один из людей Долана, Сатурнино Бака, тянет время и ведёт переговоры, отряды Кинни, Эванса и Тёрнера въезжают в город с запада, оставляют своих лошадей в загоне отеля Уортли и открывают огонь по дому Максуина. Услышав выстрелы, Билли Кид и пять или шесть других «Регуляторов» из дома Монтано перебегают улицу, стреляя на ходу по бойцам Долана, после чего занимают оборону в доме Максуина: общее количество «Регуляторов» в здании теперь доведено до тринадцати (Билли Кид, «Большой Джим» Френч, Хосе Чавес-и-Чавес, Том О’Фолльярд, Игнасио Гонсалес, Джордж Бауэрс, Том Каллинз, Джо Смит, Франсиско Замора, Флоренсио Чавес, Ихинио Саласар, Винсенте Ромеро и Хосе Мария Санчес). Численность же бойцов Пеппина и Долана теперь составляет примерно 60 человек. В течение оставшегося дня противоборствующие стороны ведут перестрелку, в которой никто не пострадал. С наступлением темноты стрельба прекращается.
- 16 июля. К раннему утру перестрелка возобновляется. Несколько людей Долана получают легкие ранения. Около полудня Долан велит Пеппину написать записку подполковнику Дадли с просьбой о военной помощи. Кто-то отвозит записку в форт Стэнтон, но из-за Закона о Posse Comitatus Дадли опасается вмешиваться в конфликт. Тем не менее он приказывает рядовому Берри Робинсону отправиться в Линкольн и разведать обстановку. Когда Робинсон въезжает в Линкольн с запада, его обстреливают, но ему удается добраться до отеля Уортли целым и невредимым. Люди Долана говорят Робинсону, что это «Регуляторы» стреляли в него (что маловероятно, поскольку именно люди Долана оккупировали весь западный конец города). После того, как Робинсон возвращается в форт, где сообщает Дадли, что в него стреляли «Регуляторы», Дадли приходит в ярость и собирает совет офицеров, состоящий из лейтенанта Аппеля, капитана Тома Блэра и капитана Джорджа Пьюрингтона, на котором выдвигает предложение на следующий день отправиться в Линкольн для расследования заявления Робинсона. Оставшуюся часть дня в Линкольне продолжается прерывистая стрельба.
- 17 июля. На рассвете Пеппин отправляет пятерых человек на холмы к югу от Линкольна, чтобы они вели огонь по магазину Монтано. Ответным огнём «Регулятор» Фернандо Эррера ранит в живот Чарли Кроуфорда. Четверо уцелевших людей Пеппина поспешно отступают в отель Уортли, оставив Кроуфорда лежать там, где он упал. Позже, около полудня, капитан Пьюрингтон, капитан Блэр, лейтенант Аппель и пятеро солдат прибывают в Линкольн, чтобы расследовать заявление о том, что накануне было совершено покушение на рядового Робинсона. Солдаты обнаруживают, что по всему городу ведутся боевые действия. Они встречаются с Пеппином, Доланом и их бойцами, и те в один голос утверждают, что это «Регуляторы» обстреляли Робинсона. В ходе расследования военные узнают, что Чарли Кроуфорд серьёзно ранен, и его до сих пор не вынесли в безопасную зону. Лейтенант Аппель, будучи врачом, чувствует себя обязанным помочь раненому и заставляет капитана Блэра и двух солдат подняться вместе с ним на холмы. Когда они подходят к месту, где лежит истекающий кровью Кроуфорд, они подвергаются обстрелу со стороны «Регуляторов» из домов Монтано и Патрона. Однако никто из военных не пострадал, и им удаётся эвакуировать Кроуфорда из-под обстрела. Аппелю ясно, что Кроуфорду нужна срочная операция, и военные забирают его с собой в госпиталь форта[h]. До конца дня стрельба продолжается по всему Линкольну. После наступления темноты Бен Эллис выходит из дома, чтобы накормить своего мула, но кто-то из людей Долана опасно ранит его в шею. «Регуляторы» заносят его обратно внутрь, двое из них пробиваются в магазин Танстелла и просят доктора Или пойти с ними в дом Эллисов, чтобы оказать помощь раненому. Доктор Или соглашается, но люди Долана плотным огнём удерживают его в магазине. Он решает остаться там до конца ночи.
- 18 июля. Утром доктор Или вместе с женой и детьми покидает магазин Танстелла и смело идёт по улице к дому Эллисов у всех на виду. В этот раз ему не пытаются помешать. Он оказывает помощь раненому, затем вместе с семьёй возвращается в магазин Танстелла. Стрельба возобновляется. «Регулятор» Джордж Бауэрс, находящийся в доме Максуина, получает ранение. Некоторое время спустя в доме Максуина погибает «Регулятор» Том Каллинз, его тело перемещают в подвал, планируя похоронить его, когда битва закончится. Также в ходе перестрелки ранены три «Воина семи рек». В какой-то момент дня три латиноамериканки из Линкольна проходят девять миль до форта Стэнтон, где просят подполковника Дадли о военной защите их домов и семей. Все три женщины жалуются, что вооружённые люди выгнали их из домов. Позже в тот же день Джим Долан, Джон Кинни, Сэм Перри, Рокси Роуз и еще двое бойцов Долана также отправляются в форт Стэнтон и встречаются с Дадли наедине. Свидетели подслушивают, как Дадли обещает Долану, что завтра к полудню он будет в Линкольне. Вскоре после этого люди Долана покидают Стэнтон и возвращаются в Линкольн. После наступления темноты Дадли назначает встречу с капитаном Пьюрингтоном, капитаном Блэром, лейтенантом Гудвином, лейтенантом Аппелем и лейтенантом Сэмюэлем Пейгом. Встреча длится около полутора часов, и к её завершению все пятеро присутствующих офицеров подписывают резолюцию в поддержку нового решения Дадли «поместить солдат в город Линкольн для сохранения жизней женщин и детей».
- 19 июля. Утром подполковник Дадли въезжает в город с запада вместе с четырьмя офицерами, одной ротой кавалерии и одной ротой пехоты (всего около 150 человек). Дадли также привозит с собой горную гаубицу и картечницу Гатлинга с боекомплектом в 2000 патронов, а также трехдневный запас пайков для своих солдат. С того момента, как солдаты входят в город, стрельба с обеих сторон полностью прекращается. Первое, что делает Дадли, — едет в отель Уортли, где встречается с Пеппином и сообщает ему, что он и его люди находятся в городе только для защиты мирных жителей, женщин и детей. Далее он говорит Пеппину, что будет относиться к людям Долана и к «Регуляторам» одинаково, и что, если какая-либо из сторон сделает хотя бы один выстрел в сторону его солдат, он будет считать это нападением на армию Соединённых Штатов. Однако затем Дадли разбивает лагерь так, что он фактически прикрывает людей Долана. Пеппин и Долан, пользуясь прекращением огня, приказывают своим бойцам захватить дома Стива Стэнли, Хэма Миллса, мирового судьи Джона Уилсона, семьи Шон и конюшню Максуина. Все эти здания окружают асиенду Максуина. После этого Дадли приказывает своим солдатам нацелить гаубицу на входную дверь дома Монтано. Увидев направленную на них пушку, Мартин Чавес и его люди решают отступать. Все они закрывают свои лица одеялами, чтобы люди Долана не смогли их опознать, и выходят через чёрный ход, где встречают «Регуляторов» из дома Патрона, которые тоже убегают. Сдав свои позиции, две группы «Регуляторов» незамеченными добираются до дома Эллисов. Примерно в то же время «Регуляторы» внутри дома Максуина замечают бойцов Долана, идущих по улице в сопровождении солдат. Солдаты начинают окружать дом Максуина. Теперь кажется очевидным, что настоящим намерением Дадли, приехавшего в Линкольн, было помочь фракции Долана. Максуин пишет короткую записку Дадли, спрашивая, почему войска окружают его дом, а также сообщает, что констебль Сан-Патрисио Хосе Чавес-и-Чавес находится вместе с ним, и что у него есть ордера на арест большинства членов отряда Пеппина. Затем Максуин просит свою юную племянницу Минни Шилд пойти в лагерь Дадли, чтобы передать ему записку. Дадли поспешно пишет ответ, отрицая, что его солдаты вмешиваются в противостояние. В это время заместитель шерифа Мэрион Тёрнер и два других «Воина семи рек» подходят к дому Максуина. Тёрнер кричит, что у него есть ордер на арест Максуина и ордера на арест большинства «Регуляторов» в его доме и предлагает им сдаться. «Большой Джим» Френч кричит, что у них тоже есть ордера на арест Тёрнера и большинства его боевиков. Когда Тёрнер спрашивает Френча, где эти ордера, Френч кричит в ответ, что они в дулах их ружей. Тёрнер и его люди возвращаются в отель Уортли. Тем временем солдаты Дадли обнаруживают, что дом Монтано пуст, и что находившиеся в нём «Регуляторы» сбежали в дом Эллисов. Дадли передаёт информацию Пеппину. Шериф вместе с Бобом Беквитом, Джоном Джонсом, Джоном Хёрли и двумя другими бойцами отправляются туда. Дадли приказывает лейтенанту Гудвину нацелить гаубицу и картечницу Гатлинга на дом Эллисов, но пока не открывать огонь. «Регуляторы» оставляют дом Эллисов и спешно покидают город, направляясь на восток и к холмам к северу от Линкольна. На прощание они вступают в перестрелку с людьми Пеппина. Одна пуля задела Джону Джонсу шею, но серьезных повреждений не нанесла; «Регулятор» Дэн Дедрик легко ранен в руку. В Линкольне остаются только двенадцать «Регуляторов» в доме Максуина и трое в магазине Танстелла. Вскоре после этого Дадли приказывает доставить к нему мирового судью Уилсона и угрозами заставляет его выписать ордера на арест всех мужчин, находящихся в доме Максуина, включая самого адвоката. Уилсон передаёт ордера Дадли, а тот — Пеппину. После этого атакующие решают поджечь осаждённый дом. Примерно в то же время «Регуляторы», сбежавшие из домов Эллисов и Монтано, снова появляются на холмах к северу от города и начинают стрелять из винтовок по людям Долана, окружившим дом Максуина. Солдаты направляют на них гаубицу и готовятся выстрелить, заставляя «Регуляторов» прекратить огонь и снова бежать. Сразу после этого помощник шерифа Джон Лонг и человек, известный как Манекен, подходят к брёвнам, сваленным у дома Максуина, и поджигают их, в результате чего дом загорается. Когда Лонг и Манекен пытаются отступить, они попадают под огонь Джорджа Коу, Генри Брауна и Сэма Смита из магазина Танстелла. Они вынуждены укрыться в уборной, стоящей во дворе магазина, спустя несколько минут к ним присоединяется заместитель шерифа Бак Пауэлл. «Регуляторы» ружейным огнём удерживают их там до вечера. Примерно в два часа дня «Воин семи рек» Энди Бойл пробирается во двор Максуинов и разжигает небольшой костер из стружек и щепы в западном крыле дома. При отступлении Бойл получает лёгкое ранение в шею от одного из «Регуляторов», находящихся в магазине Танстелла. «Регуляторы» внутри дома Максуина пытаются тушить пожар, но другие бойцы Долана продолжают подливать в пламя угольное масло. Стены девятикомнатной асиенды сделаны из самана, а не из дерева, что затрудняет распространение пламени, но в течение дня огонь продолжает разрастаться, охватывая одну комнату за другой. По мере того, как пожар усиливается, перестрелки становятся всё интенсивнее. Ближе к вечеру Дадли выделяет военный эскорт для эвакуации доктора Или и его семьи из магазина Танстелла, а также предоставляет право безопасного выхода из дома Максуина Сьюзан Максуин, её сестре Элизабет Шилд и пятерым детям. К 9 часам вечера от дома остаётся только одна комната — кухня, расположенная в восточном конце здания. В ней всё ещё находятся двенадцать «Регуляторов», сам Максуин и студент-юрист Харви Моррис, не участвующий в боевых действиях. Кид предлагает попытаться бежать, разделившись на группы: он и ещё четверо добровольцев побегут через восточные ворота к магазину Танстелла, вызвав на себя огонь. Этот отвлекающий маневр позволит Максуину и остальным бежать на север, через задние ворота, к берегу Рио-Бонито. Идти с Билли вызываются «Большой Джим» Френч, Том О’Фолльярд, Хосе Чавес-и-Чавес и Харви Моррис. Затем Моррис, Френч, О’Фолльярд, Чавес и Кид (именно в таком порядке) выбегают из дома. Люди Долана открывают по ним огонь. Как только Моррис достигает восточных ворот, его убивают выстрелом в голову, О’Фолльярд на ходу получает ранение в плечо. Отстреливаясь, Кид попадает Джону Кинни в щёку, и тот падает без сознания. Группа Максуина выбегает из дома с другой стороны. Одновременно с этим Джордж Коу, Генри Браун и Сэм Смит оставляют магазин Танстелла, незаметно перелезают через высокую глинобитную стену, окружающую магазин с севера, и достигают берега реки. Группе Билли также удаётся отступить к реке. Что касается группы Максуина, то они попадают в засаду, и их расстреливают почти сразу же на выходе из дома. Все они разбегаются в разные стороны, но Максуин замирает на одном месте и кричит, что хочет сдаться. Заместитель шерифа Беквит заявляет, что примет капитуляцию Максуина, и начинает приближаться к нему. В это время кто-то из «Регуляторов» кричит, что никогда не сдастся, и открывает огонь. Беквит получает пули в правое запястье и правый глаз, падая замертво. Джон Джонс, Мэрион Тёрнер, Джо Нэш, Энди Бойл и Манекен в ответ стреляют в Максуина, убивая его на месте. Франсиско Замора и Винсенте Ромеро пытаются укрыться в курятнике Максуина, но их обоих убивают внутри: Замора получает восемь пуль, Ромеро — три. Ихинио Саласар получает ранения в спину и плечо и падает на землю без сознания. Игнасио Гонсалес получает ранение в правую руку, но остаётся на ногах. Ему, а также Флоренсио Гонсалесу, Джорджу Бауэрсу, Джо Смиту и Хосе Марии Санчесу удаётся прорваться через людей Долана на заднем дворе к берегу Рио-Бонито. На этом Битва за Линкольн заканчивается. Фракция Максуина побеждена, люди Долана празднуют всю ночь, напившись, грабя магазин Танстелла и терроризируя город. Несколько часов спустя Саласар приходит в себя и доползает до дома своей невестки, расположенном в полумиле от Линкольна. Там ему оказывают медицинскую помощь.
- 22 июля. Выжившие «Регуляторы» собираются на ранчо братьев Коу. Всем им известен исход битвы: смерть Максуина и, вероятно, конец войне. Многие из недавно завербованных покидают отряд, в частности, Дэн Дедрик и Джо Смит, а также Мартин Чавес и подавляющее большинство его мексиканских бойцов. Численность отряда уменьшилась более чем наполовину, к тому же, отступив из дома Эллисов, они потеряли много лошадей. Оставшиеся «Регуляторы» (теперь их возглавляют Док Скарлок и Билли Кид) в течение следующих дней совершают серию набегов на ранчо Кейси и крадут нескольких лошадей.
- 27 июля. Подполковник Дадли докладывает в рапорте, что большинство боевиков Долана покинули Линкольн, отправившись выслеживать «Регуляторов».
- 31 июля. Чарли Боудри и Джим Френч возвращаются в Линкольн, чтобы охранять миссис Максуин в доме Хуана Патрона.
- 3 августа. Сьюзан Максуин, семья Шилд и семья Или уезжают в Лас-Вегас.
- 5 августа. Вероятно, с намерением украсть новых и лучших лошадей, чем те, которых им удалось украсть у Кейси, оставшиеся девятнадцать или двадцать «Регуляторов» едут в резервацию мескалеро-апачей. Там они разделяются на две группы: одну, состоящую из англосаксов, другую — из латиноамериканцев. Неожиданно группа латиноамериканцев встречает сопротивление со стороны апачей, завязывается перестрелка, в которой гибнет агент по делам индейцев Моррис Бернштейн. Тем временем группа англосаксов угоняет всех лошадей из одного из загонов. Обе группы встречаются на ранчо Коу, но по прибытии обнаруживают, что украли гораздо больше лошадей, чем им было нужно. Они решают продать лишних в округе Сан-Мигель, где ордера, выданные на их арест, не имеют силы.
- 10 августа. Джордж Пеппин, опасаясь за свою жизнь, пишет заявление на отказ от должности шерифа Линкольна и перебирается в форт Стэнтон, где устраивается на работу мясником.
- 17 августа. «Регуляторы» приезжают в Форт-Самнер, где проживают преимущественно латиноамериканцы, и решают провести там некоторое время. В тот же день «Воины семи рек» начинают враждовать друг с другом. Хью Беквит, брат покойного Боба Беквита, в ссоре убивает Уильяма Джонсона в Севен-Риверс. Уоллес Олинджер вступается за Джонсона и стреляет в Беквита, пуля срезает Беквиту кончик носа, но он сбегает от Олинджера и достигает Линкольна, где ему оказывается медицинская помощь, после чего он сдаётся властям. Однако из-за состояния анархии, царящей в округе, его быстро отпускают[27].
- 19 августа. «Регуляторы» покидают Форт-Самнер и продолжают путь на север, где они, наконец, смогут продать украденных лошадей. Однако Док Скарлок и Чарли Боудри получают работу на ранчо Пита Максвелла, расположенном недалеко от Форт-Самнер, и решают остаться там. Таким образом, роли лидера отряда переходит к Билли Киду; эту дату можно считать днём создания банды Билли Кида.
- 25 августа. Джордж и Фрэнк Коу объявляют, что, поскольку война окончена, ордера на их арест выданы, а их ранчо разграблено, их ничто не удерживает в Нью-Мексико. Они планируют поехать на север, в Колорадо, чтобы начать всё сначала. «Грязный Стив» Стивенс, Хосе Чавес-и-Чавес и Джон Скроггинс также решают оставить отряд. Остальные восемь «Регуляторов» (Билли Кид, Фред Уэйт, Джон Миддлтон, Джим Френч, Генри Браун, Том О’Фолльярд, Сэм Смит и Джордж Бауэрс) планируют вернуться на юг, в Форт-Самнер, и продолжать вести войну против фракции Долана.
- Конец августа. «Регуляторы» возвращаются в Форт-Самнер и воссоединяются с Чарли Боудри и Доком Скарлоком. Тем временем «Большой Джим» Френч едет в Линкольн, где вновь становится телохранителем Сьюзан Максуин.
- 1 сентября. Билли и «Регуляторы» возвращаются в Линкольн. По сути, они захватывают город, при этом большинство боевиков Долана либо отсутствует, либо не желает сражаться с ними.
- 4 сентября. Губернатор Акстелл отстранён от должности президентом Хейсом и замещён генералом Лью Уоллесом.
- 6 сентября. Около пяти часов дня «Регуляторы» совершают налёт на ранчо Чарльза Фрица. Там они обнаруживают двух несовершеннолетних сыновей Фрица, пасущих табун из тринадцати лошадей и стадо в сто пятьдесят голов крупного рогатого скота. Сэм Смит и Джордж Бауэрс, приставив пистолеты к головам мальчиков, приказывают им слезть с лошадей. Затем «Регуляторы» собирают весь скот и угоняют его с собой. Сам Чарльз Фриц становится свидетелем ограбления, но бессилен остановить налётчиков.
- 7 сентября. Чарльз Фриц сообщает об ограблении подполковнику Дадли. В это время пять «Регуляторов» (Билли Кид, Том О’Фолльярд, Фред Уэйт, Джон Миддлтон и Генри Браун) перегоняют добычу в техасский городок Таскоса, где планируют её продать. Джим Френч, Сэм Смит и Джордж Бауэрс остаются в округе Линкольн, продолжая охранять Сьюзан Максуин.
- 17 сентября. Сьюзан Максуин получает известие о готовящемся на неё покушении и отправляется в Лас-Вегас, чтобы жить с семьёй своей сестры. Джим Френч и Джордж Бауэрс также покидают Линкольн и возвращаются в Форт-Самнер, присоединяясь к Чарли Боудри и Доку Скарлоку, для того чтобы дождаться возвращения других «Регуляторов» из Таскосы. Сэм Смит тоже уезжает из Линкольна, но идёт своим путём, пытаясь затаиться.
- Вторая половина сентября. Роб Виденманн навсегда покидает округ Линкольн.
- Середина октября. Сьюзан Максуин нанимает адвоката Хьюстона Чэпмена и вместе с ним планирует привлечь к ответственности подполковника Дадли за смерть её мужа и поджог их дома. Чэпмен предлагает вернуться в Линкольн, чтобы лучше подготовить дело, и пишет письмо Дадли с просьбой предоставить военную защиту ему и Сьюзан. Дадли отказывается это сделать. В то же время Чэпмен пишет несколько писем губернатору Уоллесу, критикуя Дадли и заявляя, что он несёт уголовную ответственность за смерть Александра Максуина.
- 20 октября. В Санта-Фе Лоренс Мёрфи умирает от рака в возрасте сорока четырёх лет.
- 24 октября. В Таскосе Билли объявляет своим товарищам, что пора возвращаться в Нью-Мексико. К его удивлению, Фред Уэйт, Джон Миддлтон и Генри Браун заявляют, что не хотят возвращаться назад. Уэйт планирует отправиться на Индейскую территорию, Миддлтон хочет поехать в Канзас, чтобы начать новую жизнь, а Браун рассказывает о своих планах остаться в Таскосе и устроиться на работу ковбоем на одно из местных ранчо. Том О’Фолльярд, однако, остаётся верным Билли и говорит ему, что будет следовать за ним, куда бы он ни пошёл. Уэйт, Миддлтон и Браун пытаются убедить Билли и Тома отказаться от возвращения в Нью-Мексико, но безуспешно. «Регуляторы» расстаются, Билли и Том отправляются обратно в Форт-Самнер.
- Начало ноября. Билли и Том возвращаются в Нью-Мексико, где воссоединяются с Чарли Боудри, Доком Скарлоком, Джимом Френчем и Джорджем Бауэрсом. В Форт-Самнер Билли знакомится и сближается с охотником на бизонов по имени Пэт Гарретт, приехавшем из Техаса около года назад.
- 13 ноября. Губернатор Уоллес издаёт указ, в которой говорится, что все лица, совершившие преступления в округе Линкольн с 1 февраля по текущую дату, официально амнистированы. В указе также говорится о том, что военнослужащие, дислоцированные в округе Линкольн, тоже попадают под амнистию. Однако амнистия не распространяется на тех, кому уже предъявлены обвинения в преступлениях, совершённых во время Войны в округе Линкольн. Так, например, Билли Кид, на которого выписаны ордера за убийство Брейди и соучастие в убийстве Эндрю Робертса, не подлежит амнистии. Дадли возмущён указом, потому что в нём говорится об амнистировании военных, то есть подразумевается, что они в чём-то виновны. Он пишет письмо в газету New Mexican, выходящую в Санта-Фе, в котором критикует Уоллеса и его указ.
- 23 ноября. Сьюзан Максуин и Хьюстон Чэпмен приезжают в Линкольн.
- 22 декабря. Билли Кид, Том О’Фолльярд и Док Скарлок сдаются в Линкольне властям, надеясь воспользоваться амнистией Уоллеса, их помещают в тюрьму Линкольна. Однако через пару часов им сообщают, что амнистия не распространяется на Кида и Скарлока, после чего все трое самостоятельно покидают Линкольн, при этом шериф ничего не предпринимает, чтобы им помешать.
- Середина декабря. Джим Френч покидает Территорию Нью-Мексико и банду Билли Кида.
- 27 декабря. Билли Кид, Том О’Фолльярд, Док Скарлок, Чарли Боудри, Ихинио Саласар, Джордж Бауэрс и Хосе Чавес-и-Чавес снова въезжают в Линкольн и захватывают город. Джимми Долан, Джон Лонг и Билли Мэтьюз бегут из Линкольна, опасаясь за свою жизнь, и укрываются в Стэнтоне.
- Конец декабря. Джордж Пеппин официально уходит с поста шерифа Линкольна и решает остаться в Стэнтоне, работая мясником.

### 1879 год
- 1 января. Джордж Кимбрелл назначен новым шерифом вместо Пеппина.
- 11 января. Судья Уилсон пишет статью в газету Mesilla Valley Independent, заявляя, что в округе Линкольн в настоящее время царит мир.
- 13 января. С помощью Хьюстона Чэпмена Сьюзан Максуин назначается управляющим имуществом своего покойного мужа, а также землёй, ранчо и движимым имуществом Джона Танстелла и Дика Брюэра. Вскоре после этого Чэпмен добивается от судьи Уилсона возбуждения дела против подполковника Дадли по обвинению в поджоге и соучастии в убийстве Александра Максуина.
- 10 февраля. Чэпмен пишет письмо Джону Танстеллу-старшему в Лондон, сообщая, что имуществом его сына теперь управляет миссис Максуин. Также в письме Чэпмен рассказывает о том, что «Регуляторам» было предъявлены обвинения в убийствах, и что у них нет денег, чтобы защитить себя, и просит Танстелла-старшего оказать им финансовую поддержку, чтобы отблагодарить их за услуги по отмщению убийства его сына.
- 15 февраля. Устав от кровопролитных стычек, Билли Кид пишет письмо Джесси Эвансу, в котором выражает желание встретиться и помириться. Эванс показывает письмо Долану, который тоже хотел бы прекратить боевые действия раз и навсегда. Решено, что вечером 18-го числа в Линкольне состоится встреча для обсуждения условий мира.
- 18 февраля. После наступления темноты в Линкольне встречаются: со стороны «Регуляторов» — Билли Кид, Том О’Фолльярд, Док Скарлок, Джордж Бауэрс, Ихинио Саласар и, предположительно, Хосе Чавес-и-Чавес; со стороны Долана — сам Джимми Долан, Джесси Эванс, Билли Кэмпбелл, Билли Мэтьюз и Эдгар Уолц (зять Томаса Катрона). Стороны заключают письменный договор с шестью условиями. Во-первых, никто из представителей любой из сторон не может убить кого-либо из представителей другой стороны, не уведомив предварительно о своём выходе из договора. Во-вторых, никто, кто выступал союзником какой-либо из сторон, не должен пострадать. В-третьих, никакой вред не должен быть нанесён военнослужащим, которые помогали в войне какой-либо из сторон. В-четвертых, ни один представитель ни одной из сторон не должен давать показания против кого-либо из представителей другой стороны в суде. В-пятых, если какой-либо представитель любой из сторон будет подвергаться опасности ареста, обе стороны должны сделать всё возможное, чтобы помочь ему избежать ареста, или освободить его, если он будет арестован и заключён в тюрьму. В-шестых, если кто-либо из участников договора нарушит его условия, он должен быть убит. Договор подписывается в салуне, после чего стороны решают отметить заключённый мир совместным распитием спиртных напитков. Выйдя из салуна, они сталкиваются с Хьюстоном Чэпменом. Билли Кэмпбелл, находясь в сильном алкогольном опьянении, начинает задирать Чэпмена, а после угрожает ему оружием. В какой-то момент Кэмпбелл и еще один представитель фракции Долана (либо Джесси Эванс, либо сам Долан) одновременно стреляют в Чэпмена, убивая его. После этого Билли и его люди, шокированные произошедшим, быстро покидают Линкольн и возвращаются в Сан-Патрисио. Убийство Чэпмена — последний крупный эпизод Войны в округе Линкольн.

## Известные члены

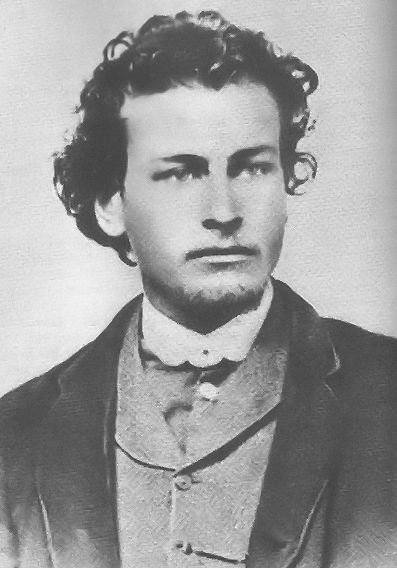
Дик Брюэр, ок. 1875
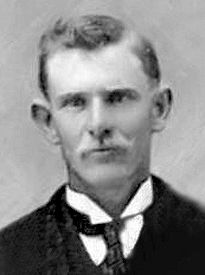
Док Скарлок, 1877
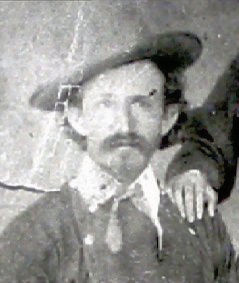
Чарли Боудри, ок. 1880
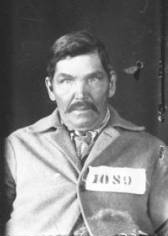
Хосе Чавес-и-Чавес, 1909
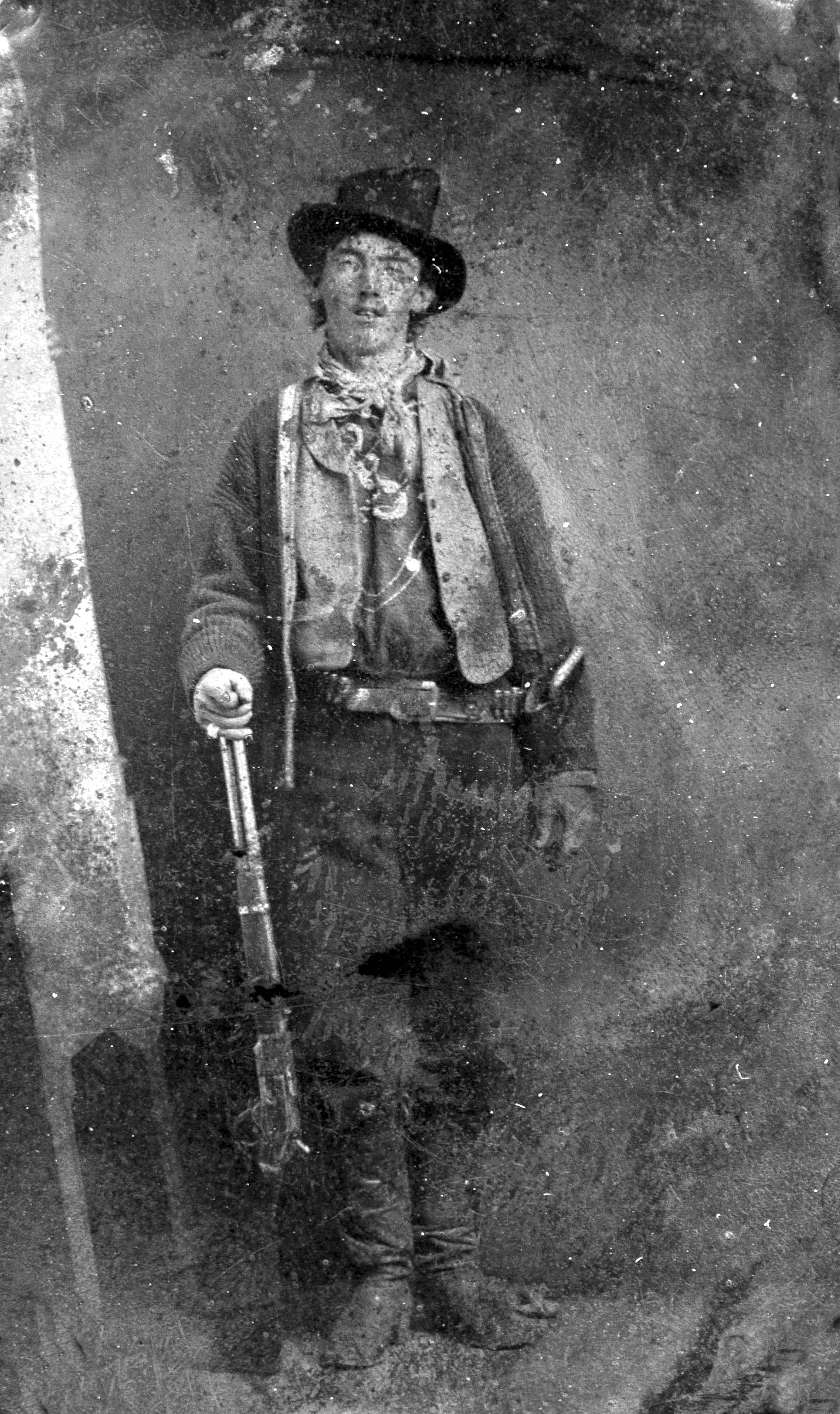
Билли Кид, ок. 1880
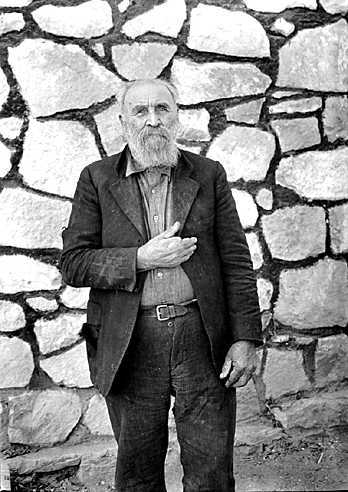
Джордж Коу, 1934
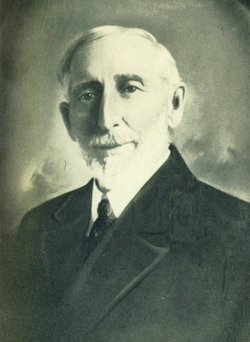
Фрэнк Коу, 1930
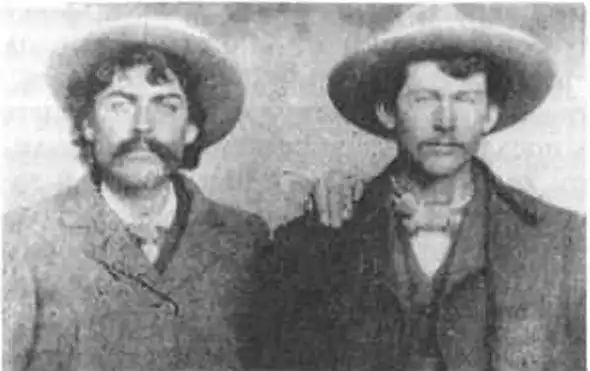
Фрэд Уэйт и Генри Ньютон Браун, ок. 1878
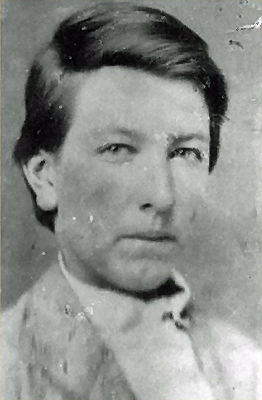
Том О'Фолльярд, ок. 1875
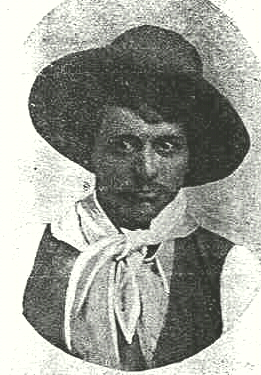
Предполагаемое фото Джима Френча, 1878
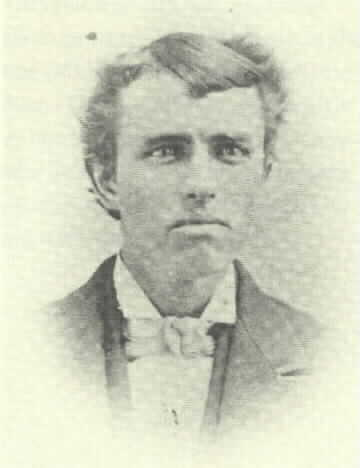
Джеймс Альберт «Эб» Сондерс, 1880-е
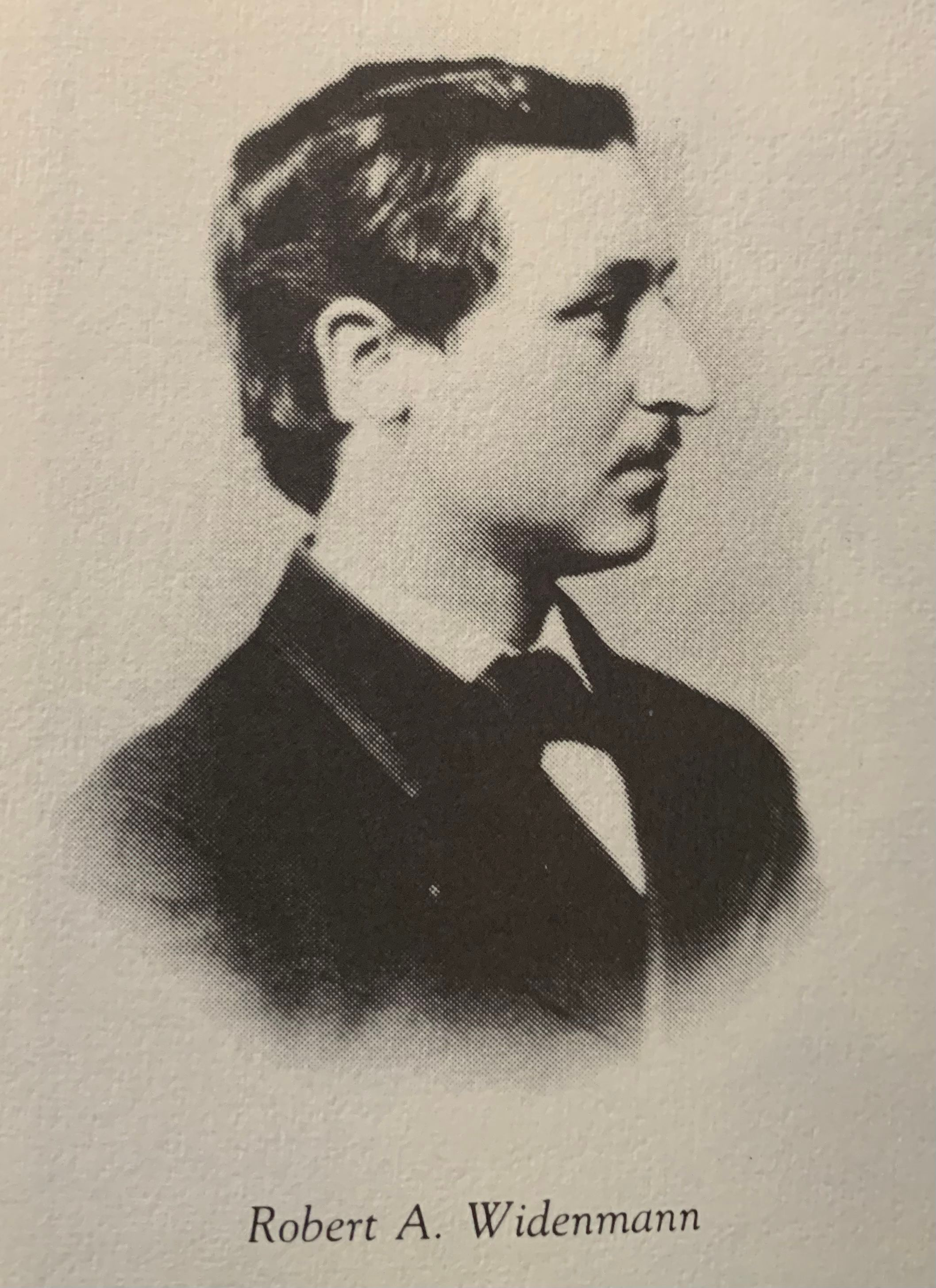
Роб Виденманн, ок. 1870
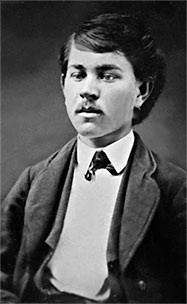
Ихинио Саласар, 1870-е

- Ричард М. Брюер (19.02.1850 — 04.04.1878) — первый лидер «Регуляторов», участник расправы у Блэкуотер-Крик, погиб в перестрелке в Блейзерс-Милл.
- Фрэнк Макнаб (умер 29.04.1878) — второй лидер «Регуляторов», участник расправы у Блэкуотер-Крик, нападения на шерифа Брейди и перестрелки в Блейзерс-Милл. Погиб в перестрелке на ранчо Фрица.
- Джосайя Гордон «Док» Скарлок (01.01.1849 — 25.07.1929) — третий и последний лидер «Регуляторов». Участник расправы у Блэкуотер-Крик, перестрелки в Блейзерс-Милл, организатор карательного рейда на ранчо Райли и участник Пятидневной битвы. Член банды Билли Кида.
- Чарльз Боудри (1848 — 23.12.1880) — участник расправы у Блэкуотер-Крик, перестрелки в Блейзерс-Милл, стычки у Сан-Патрисио и Пятидневной битвы. Член банды Билли Кида. Застрелен отрядом Пэта Гарретта в Стинкинг-Спрингс, Нью-Мексико.
- Хосе Чавес-и-Чавес (1851—1924) — участник расправы у Блэкуотер-Крик, перестрелки в Блейзерс-Милл и Пятидневной битвы; возможный участник нападения на шерифа Брейди. Член банды Билли Кида.
- Билли Кид (17.09 (или 23.11) 1859 — 14.07.1881) — участник расправы у Блэкуотер-Крик, нападения на шерифа Брейди, перестрелки в Блейзерс-Милл, стычки у Сан-Патрисио и Пятидневной битвы. Застрелен Пэтом Гарреттом в Форт-Самнер.
- Джордж Коу (13.07.1856 — 12.11.1941) — участник перестрелки в Блейзерс-Милл и Пятидневной битвы. В возрасте 85 лет скончался от естественных причин.
- Фрэнк Коу (01.10.1851 — 16.09.1931) — участник перестрелки в Блейзерс-Милл, перестрелки на ранчо Фрица и Пятидневной битвы. Умер от пневмонии на 80-м году жизни.
- Джон Миддлтон (1854 или 1855—1882 или 1885) — участник расправы у Блэкуотер-Крик и перестрелки в Блейзерс-Милл. Член банды Билли Кида. Умер при невыясненных обстоятельствах спустя несколько лет после Войны в округе Линкольн.
- Генри Ньютон Браун (1857 — 30.04.1884) — участник расправы у Блэкуотер-Крик, нападения на шерифа Брейди, перестрелки в Блейзерс-Милл и Пятидневной битвы. Член банды Билли Кида. Убит после неудачной попытки ограбления банка в Медисин-Лодж, штат Канзас.
- Том О’Фолльярд (1858 — 19.12.1880) — участник Пятидневной битвы. Член банды Билли Кида. Застрелен отрядом Пэта Гарретта в Форт-Самнер.
- «Большой Джим» Френч — участник расправы у Блэкуотер-Крик, нападения на шерифа Брейди, перестрелки в Блейзерс-Милл, стычки у Сан-Патрисио и Пятидневной битвы. Член банды Билли Кида. Покинул банду осенью 1878 года, его дальнейшая судьба осталась неизвестной.
- Фред «Рывок» Уэйт (23.09.1853 — 24.09.1895) — участник расправы у Блэкуотер-Крик, нападения на шерифа Брейди, перестрелки в Блейзерс-Милл и стычки у Сан-Патрисио. Член банды Билли Кида.
- Эб Сондерс (14.10.1851 — 05.02.1883) — участник перестрелки на ранчо Фрица. Скончался несколько лет спустя от последствий полученного ранения.
- Роберт Виденманн (24.01.1852 — 13.04.1930) — возможный участник нападения на шерифа Брейди.
- Сэм «Тигр» Смит — участник расправы у Блэкуотер-Крик и Пятидневной битвы. Член банды Билли Кида. Убит 8 августа 1883 года при ограблении магазина в Картер-Стэйшн, Вайоминг[28].
- Джон Скроггинс — участник расправы у Блэкуотер-Крик, перестрелки в Блейзерс-Милл и стычки у Сан-Патрисио. Ничего неизвестно о его жизни после Войны в округе Линкольн.
- «Грязный Стив» Стивенс — участник расправы у Блэкуотер-Крик, перестрелки в Блейзерс-Милл и стычки у Сан-Патрисио. Ничего неизвестно о его жизни после Войны в округе Линкольн.
- Уильям Макклоски — убит во время расправы у Блэкуотер-Крик.
- Ихинио Саласар (14.02.1858 (предположительно) — 7.01.1936) — участник Пятидневной битвы.
- Роско «Шуршащий Боб» Брайант (умер в сентябре 1878) — участник Пятидневной битвы. Убит бандой «Скауты Селмена» на берегу Пекоса близ Севен-Риверс.
- Джордж Бауэрс — участник Пятидневной битвы. Член банды Билли Кида. Ничего неизвестно о его жизни после Войны в округе Линкольн.
- Хесус Родригес — участник стычки у Сан-Патрисио и Пятидневной битвы.
- Эусебио Санчес — участник стычки у Сан-Патрисио и Пятидневной битвы.
- Атанасио Мартинес — участник стычки у Сан-Патрисио и Пятидневной битвы.
- Мэтт Стейнмюллер — участник Пятидневной битвы.
- Том Петерсон — участник Пятидневной битвы.
- Игнасио Гонсалес — участник Пятидневной битвы.
- Флоренсио Гонсалес — участник Пятидневной битвы.
- Дэн Дедрик — участник Пятидневной битвы.
- Джо Смит — участник Пятидневной битвы.
- Фернандо Эррера — участник Пятидневной битвы.
- Хосе Мария Санчес — участник Пятидневной битвы.
- Флоренсио Чавес — участник Пятидневной битвы.
- Мартин Чавес — участник Пятидневной битвы.
- Франсиско Гомес — участник Пятидневной битвы.
- Том Каллинз — погиб во время Пятидневной битвы.
- Висенте Ромеро — погиб во время Пятидневной битвы.
- Франсиско Замора — погиб во время Пятидневной битвы.

## Последствия Войны в округе Линкольн
После убийства Чэпмена Джесси Эванс и Билли Кэмпбелл были арестованы и содержались в тюрьме форта Стэнтон, но 19 марта сумели сбежать, воспользовавшись помощью одного из солдат форта. После побега за голову Эванса была назначена награда, после чего он вместе со своей бандой перебрался на юго-запад Техаса, где продолжил преступную деятельность. 3 июля 1880 года банда была ликвидирована техасскими рейнджерами. Эванса судили и приговорили к 10 годам тюремного заключения. Он отбывал срок в Хантсвиллской тюрьме, из десяти лет отсидел около трёх, совершив очередной побег в мае 1882 года. После этого исчез, его дальнейшая судьба неизвестна.
Нейтан Дадли около года находился под следствием: в 1879 году Сьюзан Максуин, утверждая, что её муж был застрелен безоружным в присутствии подполковника Дадли, выдвинула против него обвинения в соучастии в убийстве и поджоге дома. Дадли был смещён с поста командующего фортом генералом Хэтчем 7 марта 1879 года, по поводу его действий во время Пятидневной битвы было назначено судебное расследование. В июле 1879 года суд постановил, что обвинение в соучастии в убийстве против Нейтана Дадли не обосновано, он был переведён в Форт Юнион, также расположенный на Территории Нью-Мексико. В ноябре 1879 года Дадли был признан судом невиновным по делу о поджоге дома Максуинов.
Банда Билли Кида, куда входили «Регуляторы» Фред Уэйт, Генри Ньютон Браун, Джон Миддлтон, «Большой Джим» Френч, Хосе Чавес-и-Чавес, Том О’Фолльярд, Док Скарлок и Чарли Боудри, продолжала действовать до июля 1881 года. В конце концов, шериф Пэт Гарретт и его отряд выследили и убили О’Фолльярда, Боудри и Кида, после чего банда прекратила своё существование. Все трое похоронены в Форт-Самнер, штат Нью-Мексико.
Фред Уэйт, покинув банду Кида осенью 1878 года, поселился в долине Вашита на Индейской территории, где купил ранчо и 1 декабря 1881 года создал семью, женившись на Мэри Элси Томпсон. Фред некоторое время занимался скотоводством, попробовал себя в качестве редактора местной газеты, а затем стал служить правоохранителем в рядах Индейской полиции США. Он также начал участвовать в политической жизни чокто и чикасо. Фред Уэйт стал делегатом межплеменной конференции, был избран в Палату представителей чикасо, а позднее — в Сенат чикасо. Работая представителем, он был избран на три сессии спикером Палаты. Позднее он был назначен Советом и вождём племени Генеральным прокурором народа чикасо, а через некоторое время занял должность Национального секретаря народа чикасо. Существует информация о том, что, находясь в должности Национального секретаря, Уэйт собирался баллотироваться на должность Губернатора народа чикасо. Умер от осложнений, вызванных ревматизмом, в возрасте 42 лет.
Генри Ньютон Браун покинул банду Кида осенью 1878 года, после чего несколько лет служил правоохранителем в Техасе. В апреле 1884 года он попытался вернуться к преступной жизни, сформировав собственную банду, но был арестован и застрелен при попытке к бегству после неудачной попытки ограбления банка в Канзасе.
Док Скарлок вышел из состава банды Кида осенью 1879 года. Примерно в октябре или ноябре 1879 года он переехал в Техас, где стал уважаемым гражданином. Согласно данным переписи 1880 года, он держал почтовую станцию в округе Поттер. Умер в возрасте 80 лет от сердечного приступа.
После смерти Билли Кида и ликвидации его банды, Хосе Чавес-и-Чавес некоторое время служил заместителем шерифа в одном из округов Нью-Мексико. Позднее он познакомился с Висенте Сильвой и присоединился к двум его отрядам. Один из них, «Белые шляпы» (исп. Las Gorras Blancas), был террористическим подразделением организации «Партия народного союза» (El Partido del Pueblo Unido). Англоязычные поселенцы Нью-Мексико считали его бандой, но большинство коренных жителей — борцами за свободу. Другая группа Сильвы, «Общество бандитов» (La Sociedad de Bandidos), обвинялась англо-иммигрантами на Территории Нью-Мексико в том, что она действует как мафия, получая прибыль за счёт того, что выживает иммигрантов из бизнеса и захватывает их собственность. Чавес был арестован 26 мая 1894 года в Сокорро, штат Нью-Мексико. Присяжные признали его виновным в нескольких убийствах и приговорили к смертной казни через повешение. Верховный суд Территории Нью-Мексико предоставил Чавесу повторное судебное разбирательство, по итогам которого ему снова был вынесен смертный приговор. Казнь должна была состояться 29 октября 1897 года, однако исполнение приговора было отсрочено, а 20 ноября судебное решение было отменено губернатором Отеро, который, несмотря на широкую огласку дела и давление общественности, требовавшей казнить Чавеса, счёл возможным заменить ему приговор пожизненным заключением. 23 ноября 1897 года Хосе Чавес-и-Чавес под номером 1089 был заключён в тюрьму штата Нью-Мексико, где и оставался до 57 лет, отбыв в общей сложности 11 лет из своего пожизненного срока. 11 января 1909 года губернатор Джордж Карри помиловал Чавеса за помощь, которую тот оказал тюремным охранникам во время бунта. В 1924 году в возрасте 72 лет Хосе Чавес-и-Чавес мирно скончался у себя дома.
Роб Виденманн в 1879 году, находясь в Великобритании, навестил семью Джона Генри Танстелла. 28 июня 1879 года Виденманн вернулся в США, где жил сначала в Нью-Йорке, а позже в округе Рокленд, штат Нью-Йорк. Работал продавцом в компаниях по продаже кофе и чая, экспорту виски в Германию, продаже сельскохозяйственных машин и оборудования в Южную Бразилию, производству фортепиано. 25 января 1892 года был избран председателем съезда Демократической партии, состоявшегося в Нью-Сити. В 1896 году баллотировался в Палату представителей Конгресса США от национал-демократов 17-го округа Нью-Йорка. Позднее был избран мэром Хаверстро, небольшого городка в округе Рокленд (ныне часть Стоуни-Пойнт). По воспоминаниям его дочери Элси, Роб Виденманн много лет жил в страхе за свою жизнь. Опасаясь мести за участие в Войне в округе Линкольн со стороны таких влиятельных политиков Нью-Мексико как, например, Стивен Б. Элкинс, он всё время держал при себе «Кольт» 45-го калибра, никогда не выходя без него на улицу. Находясь в должности мэра, Роберт Виденманн умер в своём доме в 1930 году в возрасте 78 лет.
После поражения в Битве за Линкольн Джордж и Фрэнк Коу на время покинули Нью-Мексико, живя в Небраске и Колорадо, однако вернулись обратно в округ Линкольн в 1884 году. После возвращения Джордж Коу был арестован по обвинению в убийстве Эндрю Робертса в перестрелке в Блейзерс-Милл, но впоследствии амнистирован губернатором Лью Уоллесом. Братья Коу купили два ранчо в округе Линкольн и стали уважаемыми членами общества, дожив до глубокой старости. В 1927 году в Сан-Патрисио, штат Техас, Фрэнк дал интервью журналисту Дж. Хаветсу Хейли, в котором подробно рассказал о Войне в округе Линкольн и о Билли Киде. В 1934 году Джордж Коу написал автобиографию под названием Frontier Fighter, в которой подробно описал своё участие в Войне в округе Линкольн и рассказал о личностных чертах других бойцов окружного отряда.
Ихинио Саласар после окончания Войны в округе Линкольн стал владельцем сельскохозяйственного ранчо. В апреле 1933 года в журнале New Mexico Magazine Уилбер Смит опубликовал интервью, взятое у Саласара. Статья называлась «Друг Билли Кида» (The Amigo of ‘Billy the Kid’). Саласар скончался в Линкольне в возрасте 77 лет от естественных причин.
После окончания Войны в округе Линкольн Джеймсу Долану были предъявлены обвинения в организации нескольких убийств, в частности, Джона Танстелла и адвоката Хьюстона Чэпмена, но его вина не была доказана, и он был оправдан. Впоследствии Долан скупил всю землю и имущество Танстелла, включая магазин и ранчо. Он умер от последствий алкоголизма в 1898 году в возрасте 49 лет.
Сьюзан Максуин приобрела большой участок земли после окончания Войны в округе Линкольн, основав ранчо в Три-Риверс. К середине 1890-х годов её ранчо было одним из крупнейших на Территории Нью-Мексико и насчитывало от 3000 до 5000 голов крупного рогатого скота. Она умерла 3 января 1931 года в возрасте 85 лет.

## В культуре

### Кинематограф
- «Билли Кид[англ.]» (1930)[49].
- «Кид из Техаса[англ.]» (1950)[50].
- «Пистолет в левой руке» (1958)[51].
- «The Reversed Blade» (1961)[52].
- «Чизум[англ.]» (1970)[53].
- «Пэт Гэрретт и Билли Кид» (1973)[54].
- «Молодые стрелки» (США, 1988)[55].
- «Билли Кид» (телевизионный фильм, 1989)[56].
- «Молодые стрелки 2» (США, 1990)[57].
- «Малыш Кид» (2019)[58].
- «Старый Генри» (2021)[59].
- «Билли Кид» (сериал, 2022 — …)[60].

### Компьютерные игры
- Две группы самопровозглашённых правоохранителей, называющих себя «Регуляторами», можно найти в серии компьютерных игр Fallout[61]. Одна из них появляется в самой первой игре серии, а также присутствует в настольной игре Fallout. Это группа рейдеров — выходцев из Убежища Лос-Анджелеса, образовавших в 2092 году поселение Святилище в Могильнике. Она взяла на себя слежку за правопорядком в Святилище и защиту поселения от внешних угроз. Прикрываясь словами о всеобщем благе и опасностях, окружающих Святилище, формально подчиняясь мэру, «Регуляторы» фактически захватили власть в городе и установили полицейскую диктатуру. Искусно манипулируя мэром, «Регуляторы» проводят в жизнь жёсткие решения, присваивая себе значительную часть благ Святилища и принуждая его жителей к тяжёлому труду[k][62]. Вторая группа — свободная ассоциация охотников за головами, появляющаяся в игре Fallout 3. Она берёт на себя осуществление наказания нарушителей порядка и справедливости и делает всё возможное, чтобы сохранить некое подобие мира на Пустошах[63].
- Хосе Чавес-и-Чавес является одним из эпизодических персонажей видеоигры Gun[64].
- Роско Брайант является главным антагонистом[65], а Билли Кид — эпизодическим персонажем компьютерной игры Call of Juarez: Gunslinger[66][67].

### Музыка
- The Lincoln County Regulators — популярная музыкальная фолк-группа из Шотландии.
- Популярные хип-хоп исполнители 1990-х годов Уоррен Джи и Нейт Догг написали песню Regulate, вымышленную историю, основанную на легендах о «Регуляторах».

### Художественная литература
- Гейл Мартин «Билли Кид и война в округе Линкольн»[68].